# Список дипломатичних місій США

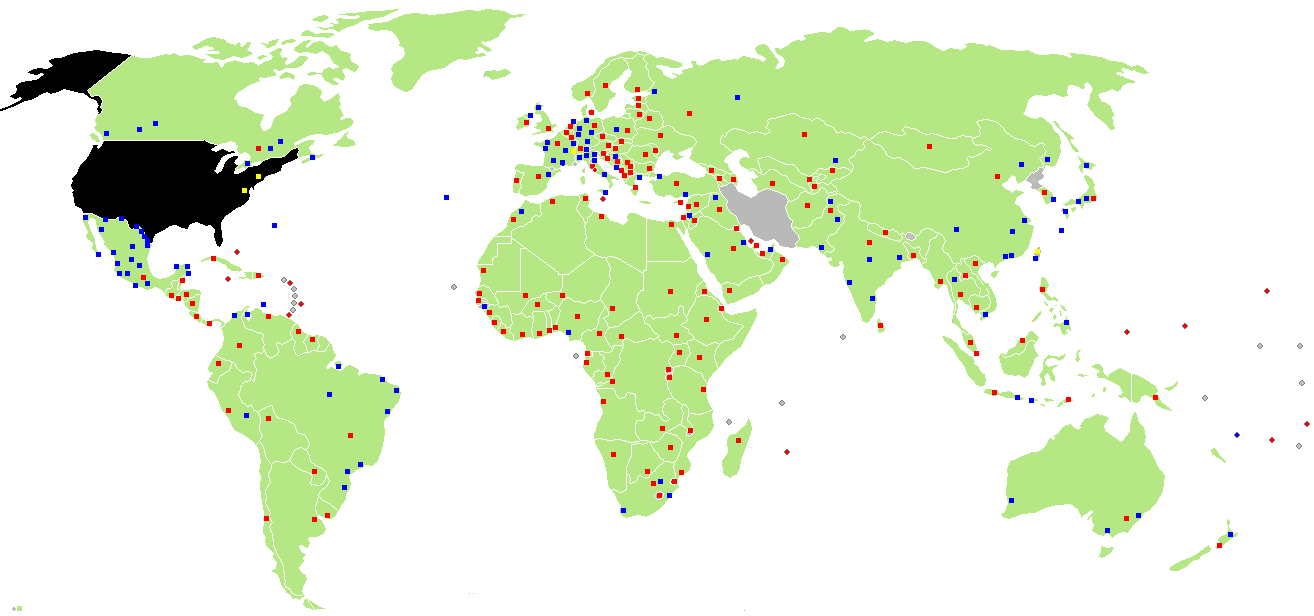
Американські дипломатичні місії, у тому числі посольства (червоні), консульства, консульські офіси (блакитні) та інші представництва (жовті)

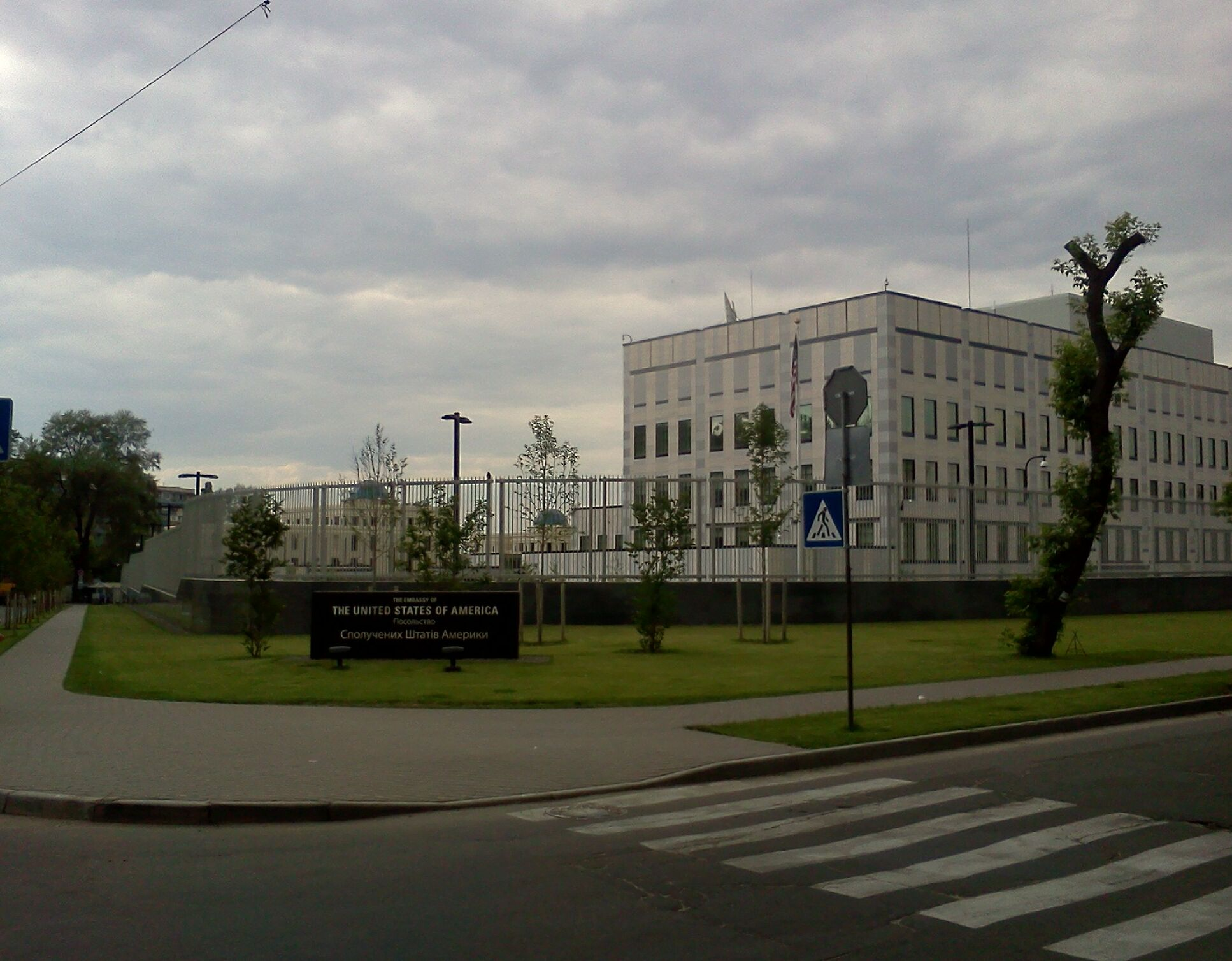
Посольство США Київ

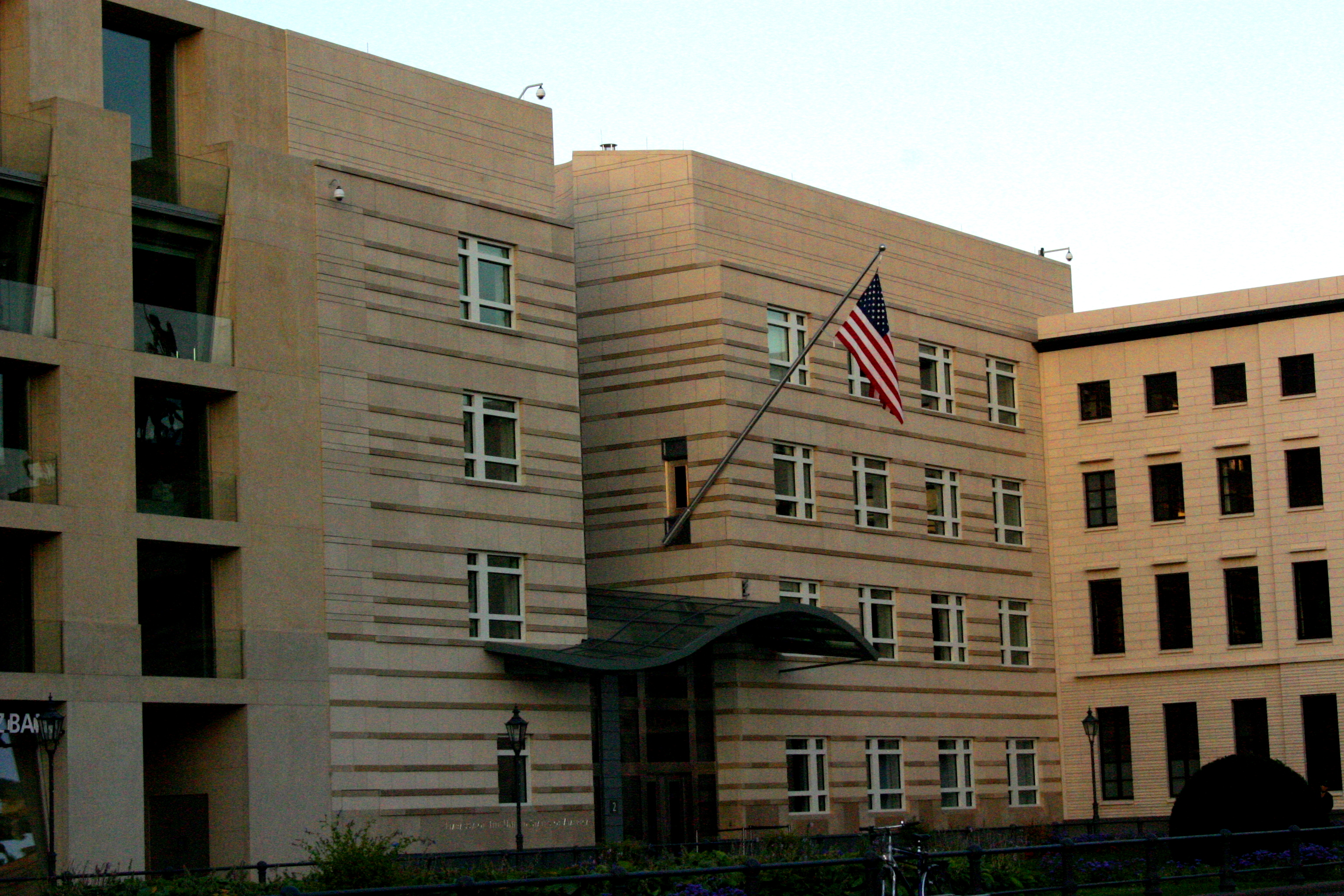
Посольство США Берлін

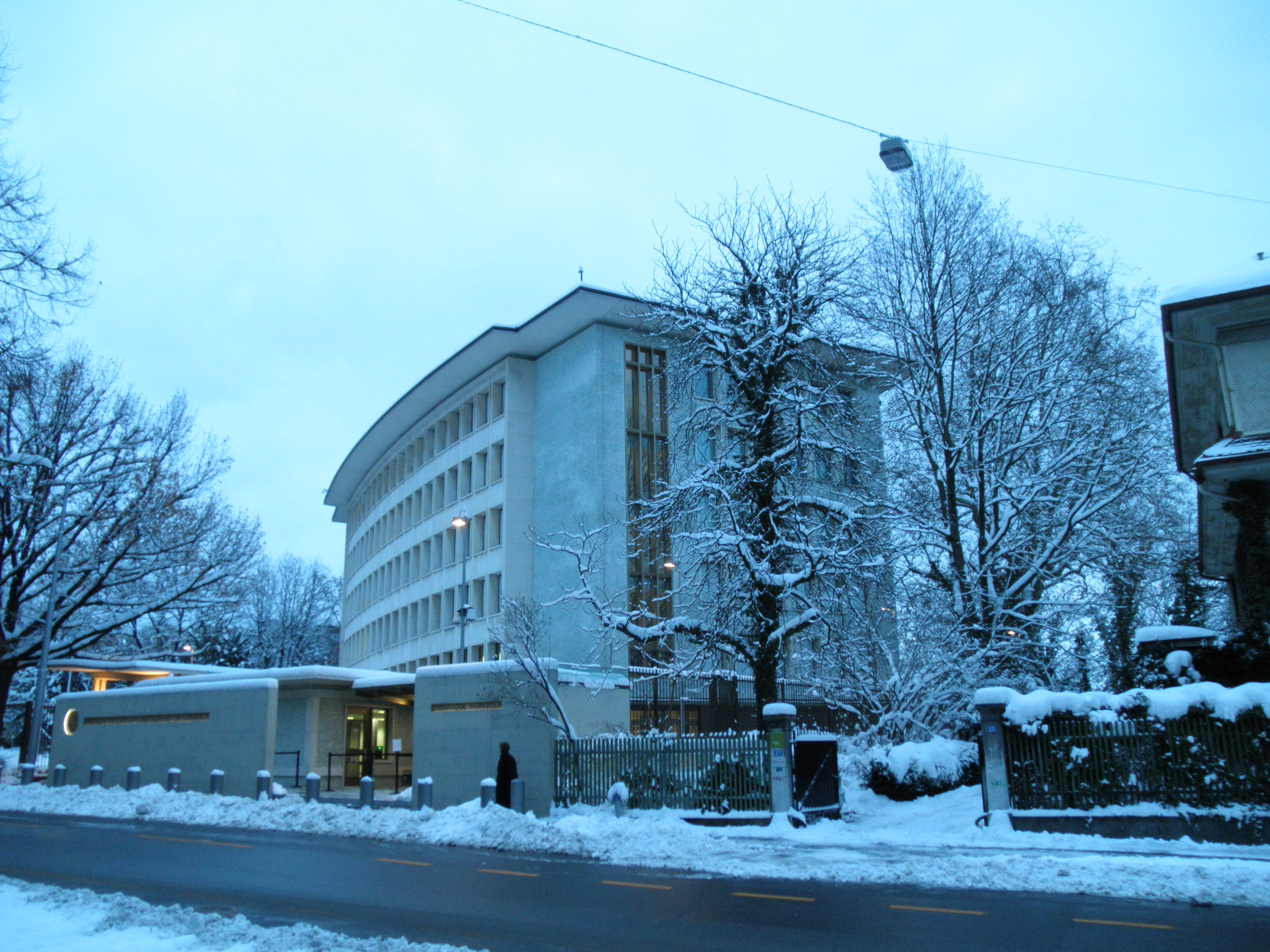
Посольство США Берн

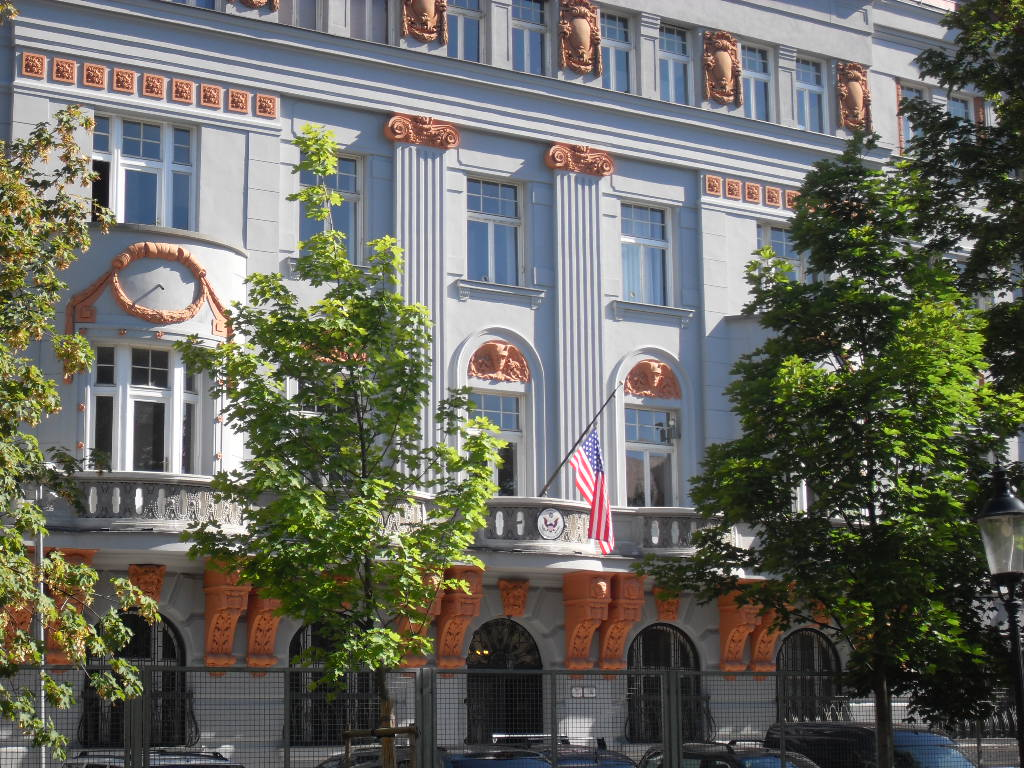
Посольство США в Братислава

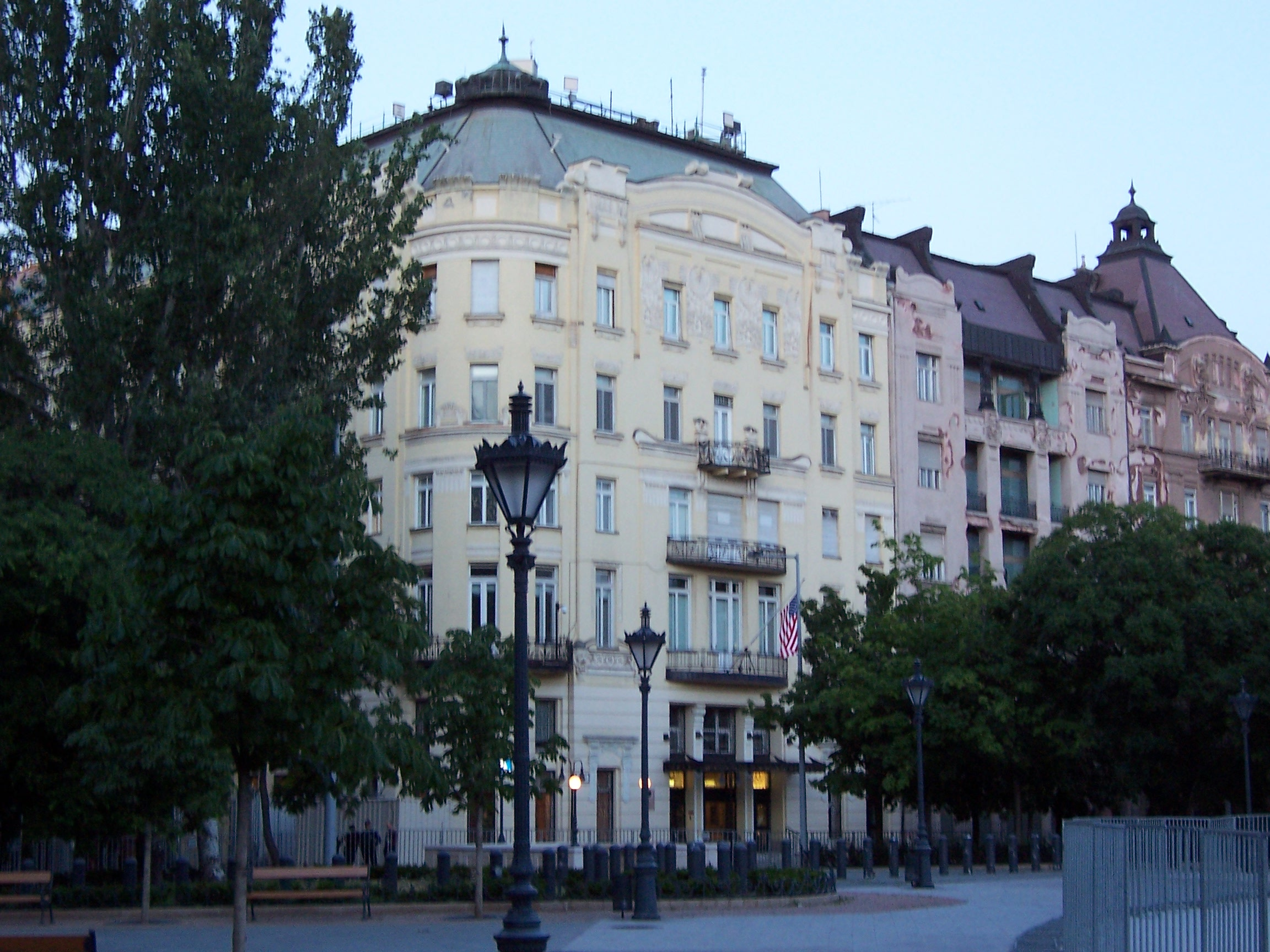
Посольство США Будапешт

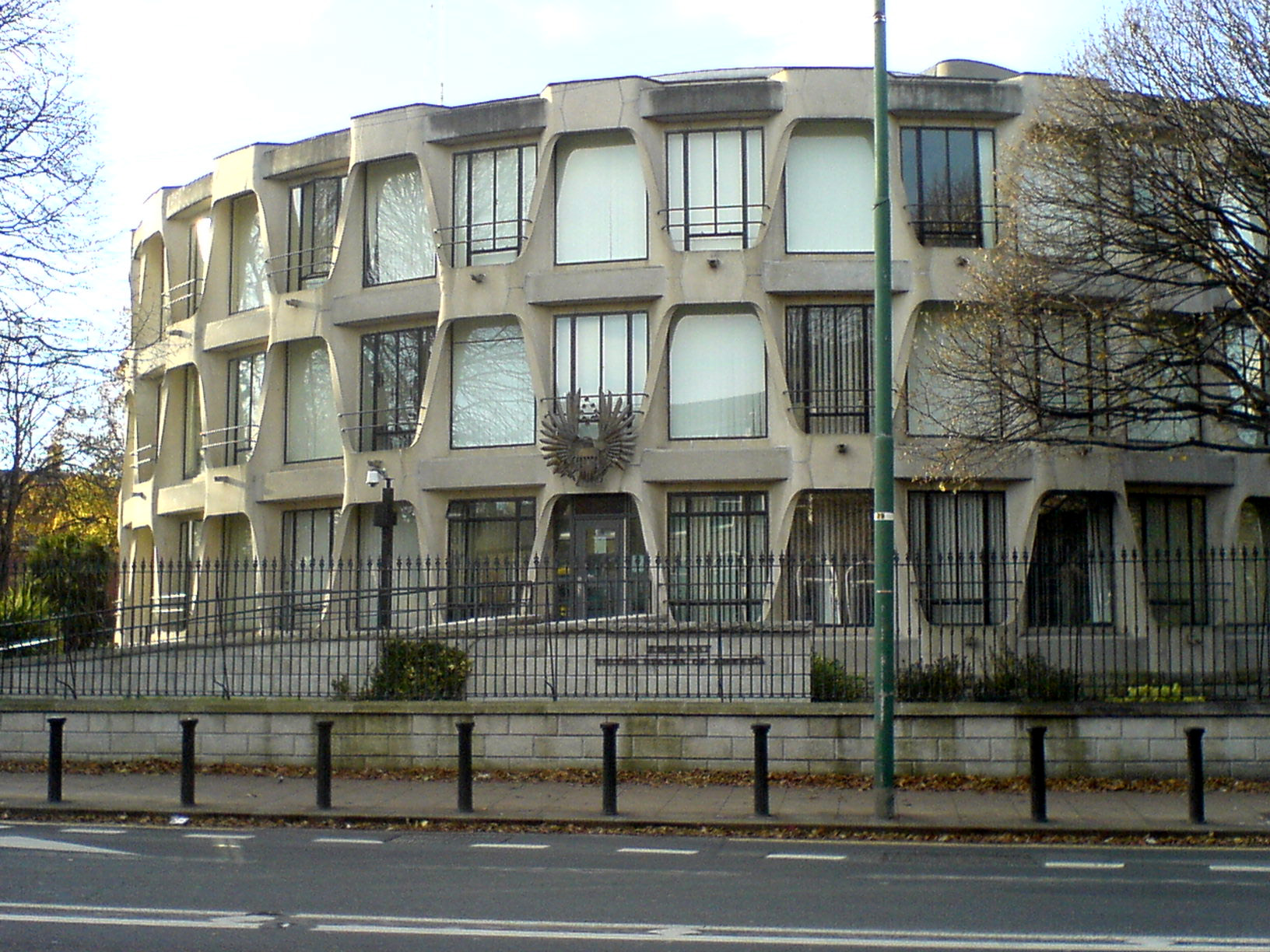
Посольство США Дублін

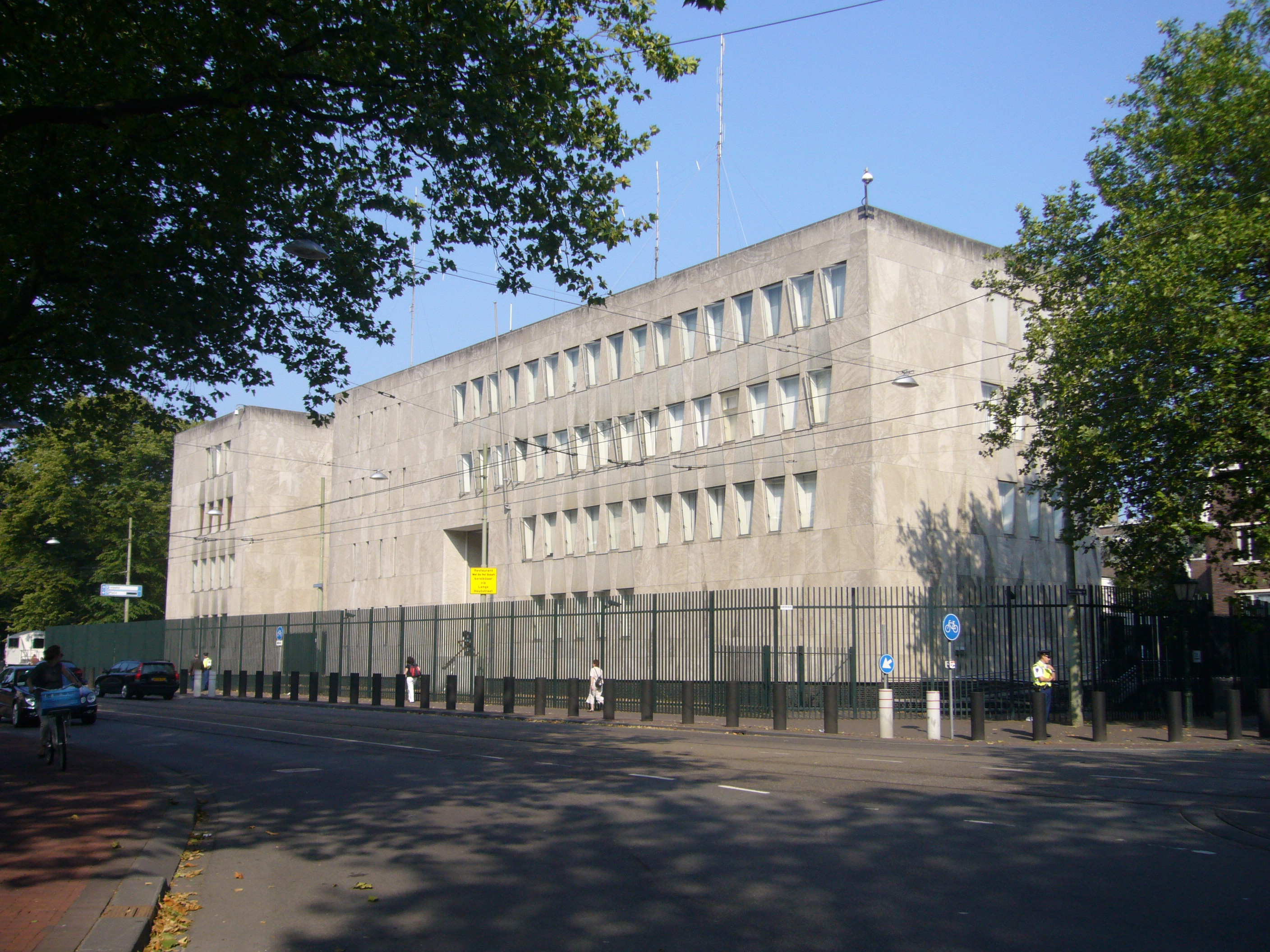
Посольство США Гаага

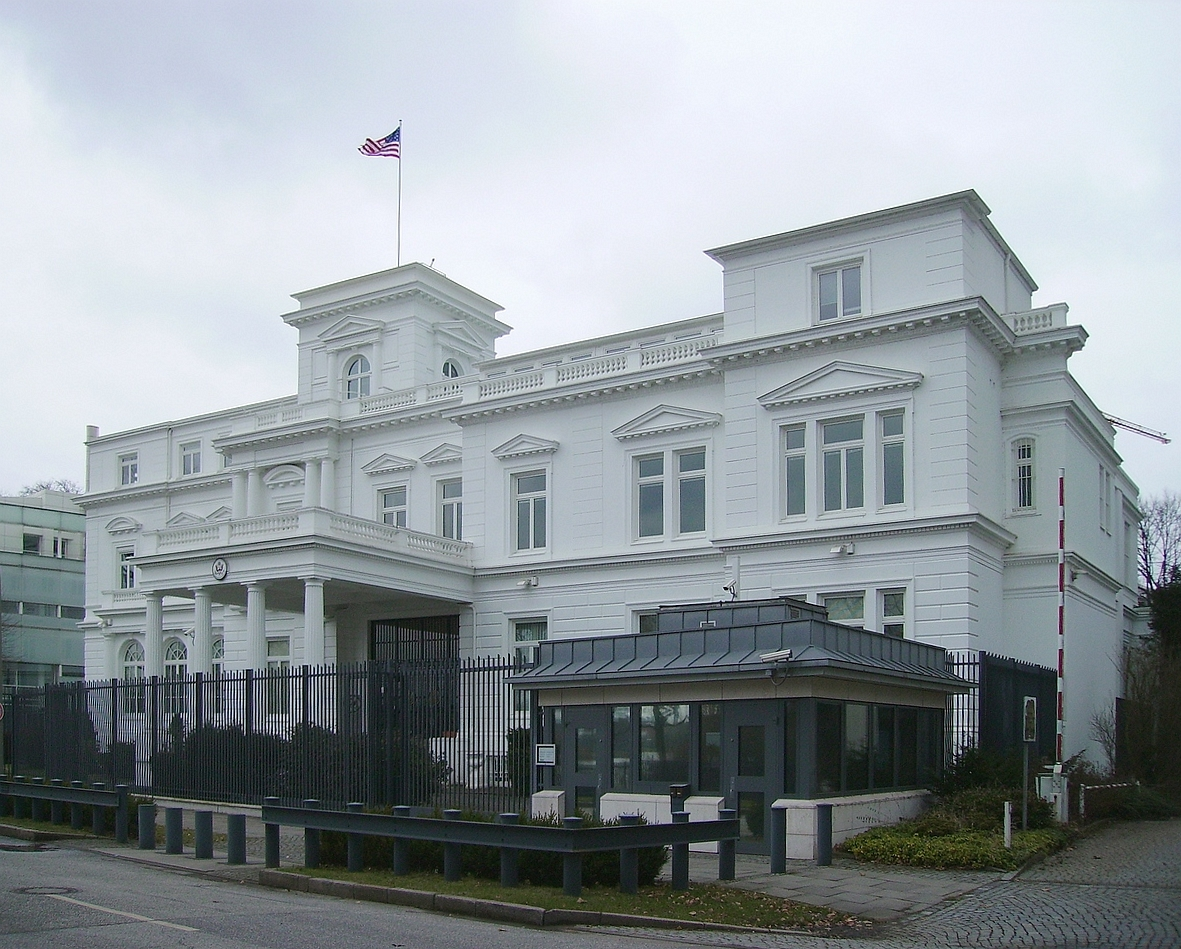
Генеральне консульство США Гамбург

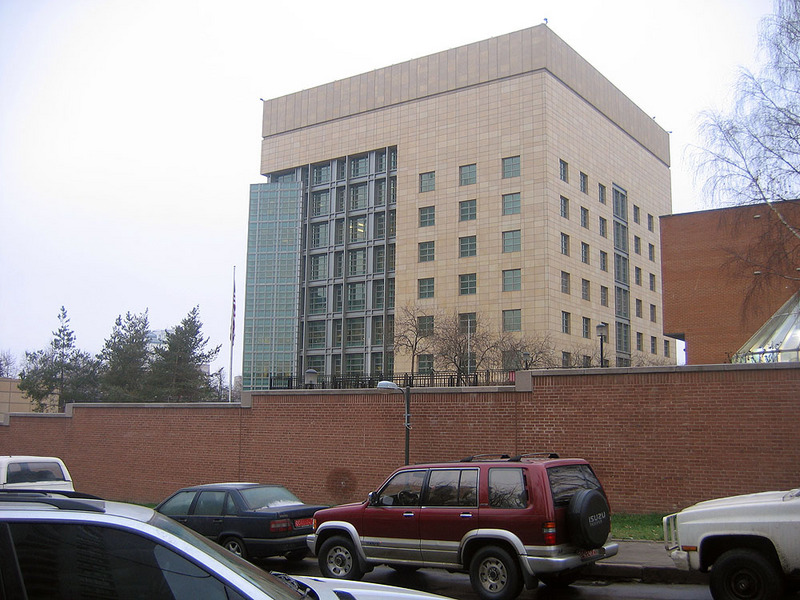
Посольство США Москва

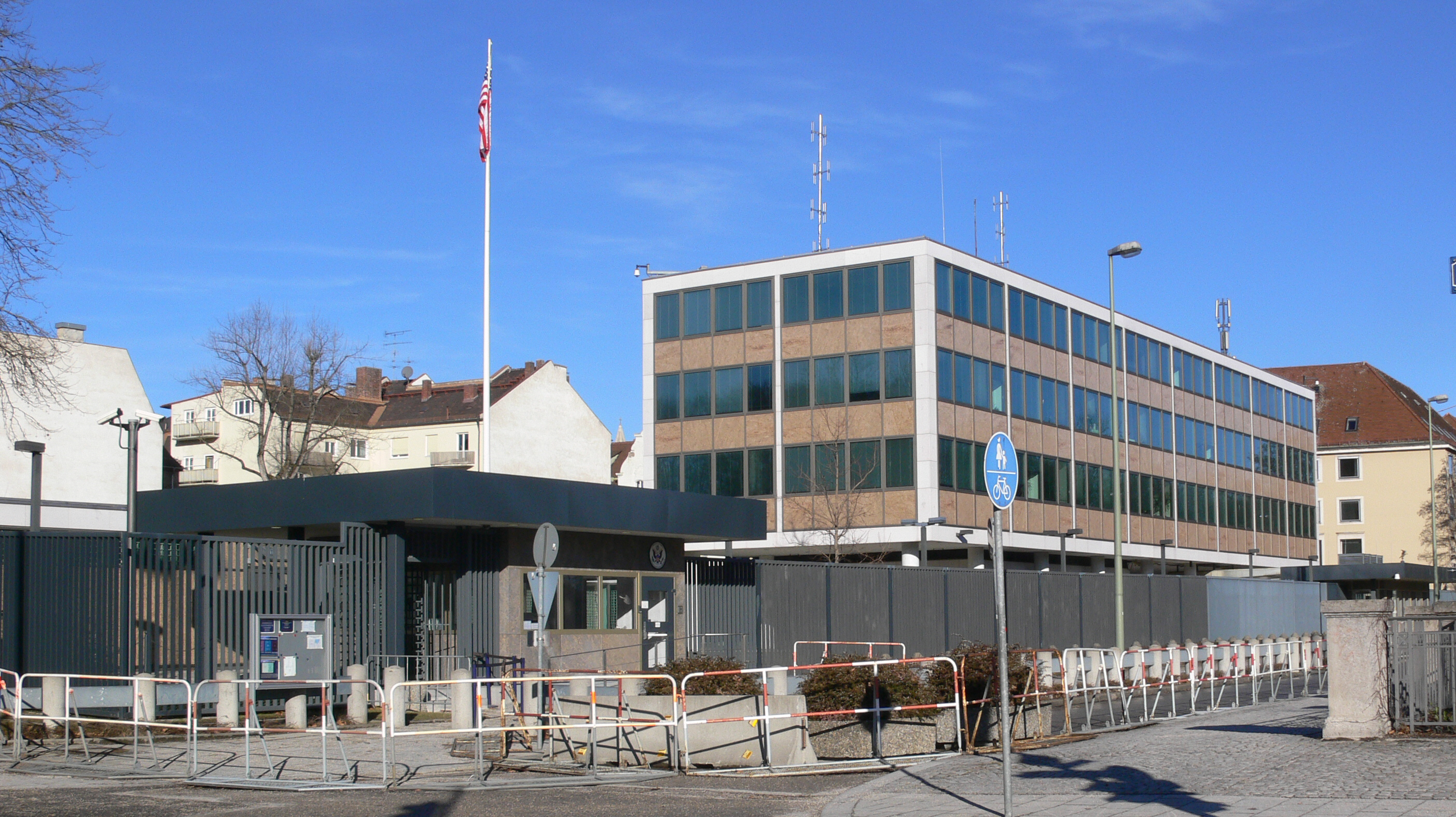
Генеральне консульство США Мюнхен

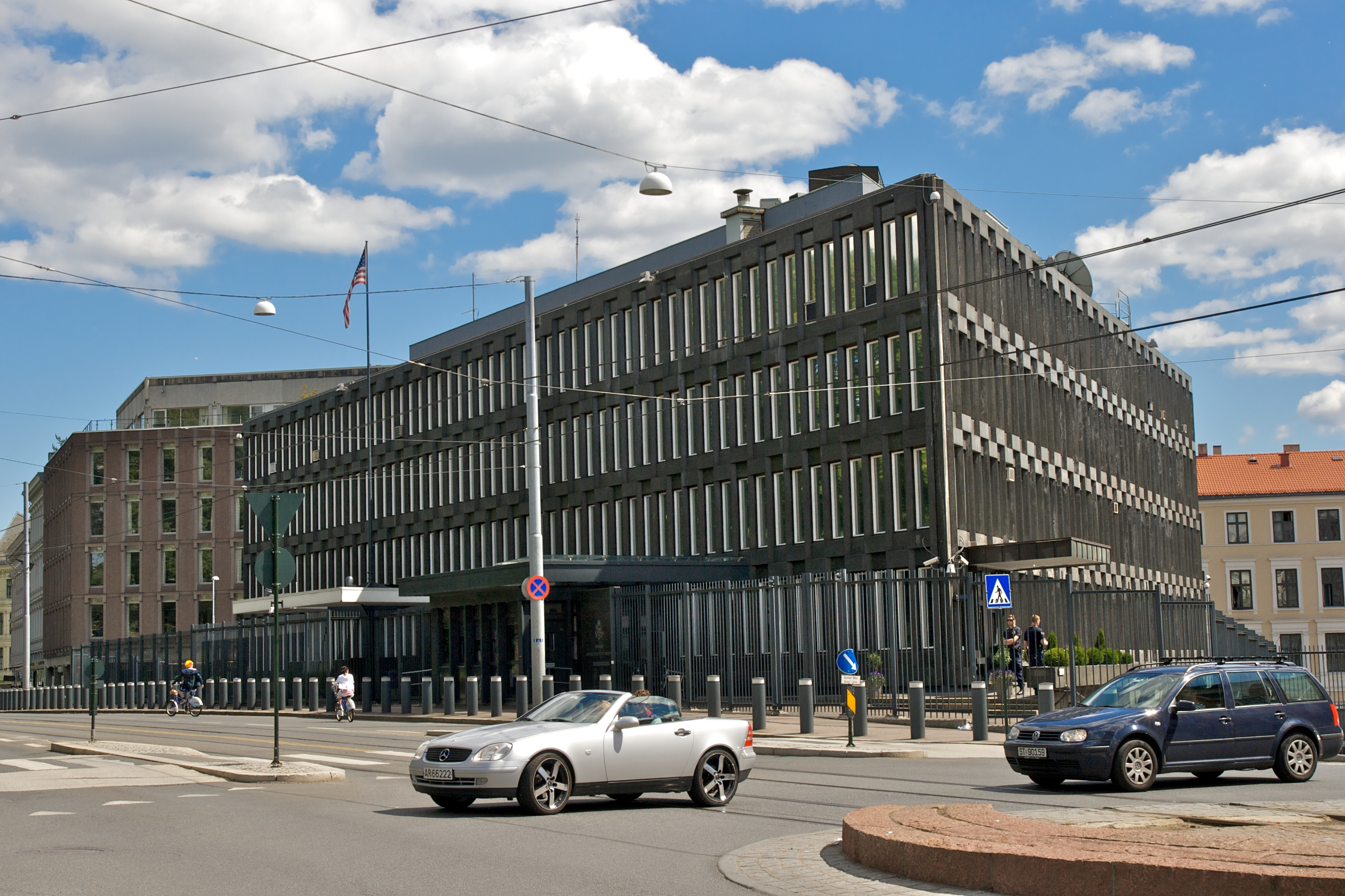
Посольство США Осло

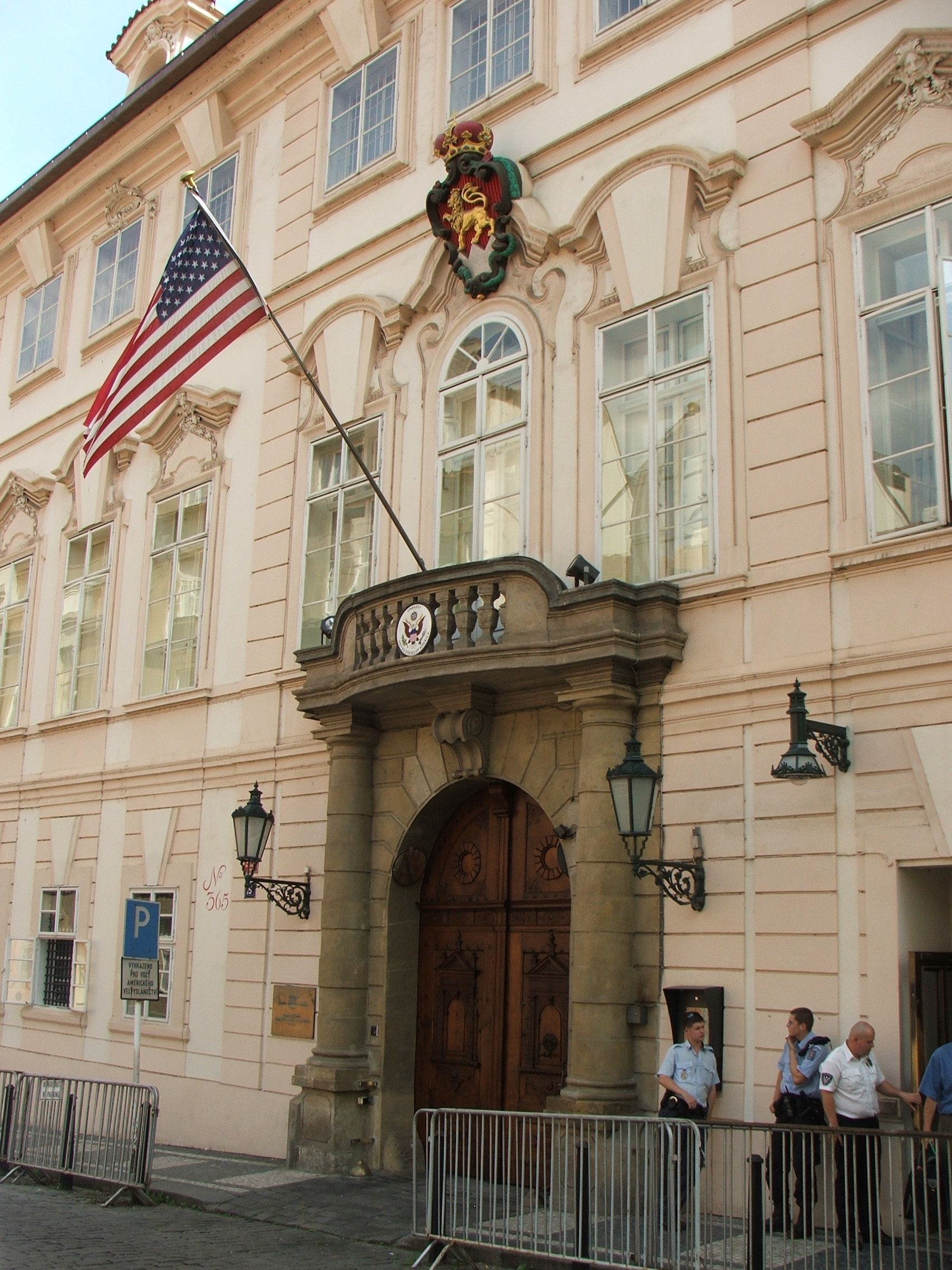
Посольство США Прага

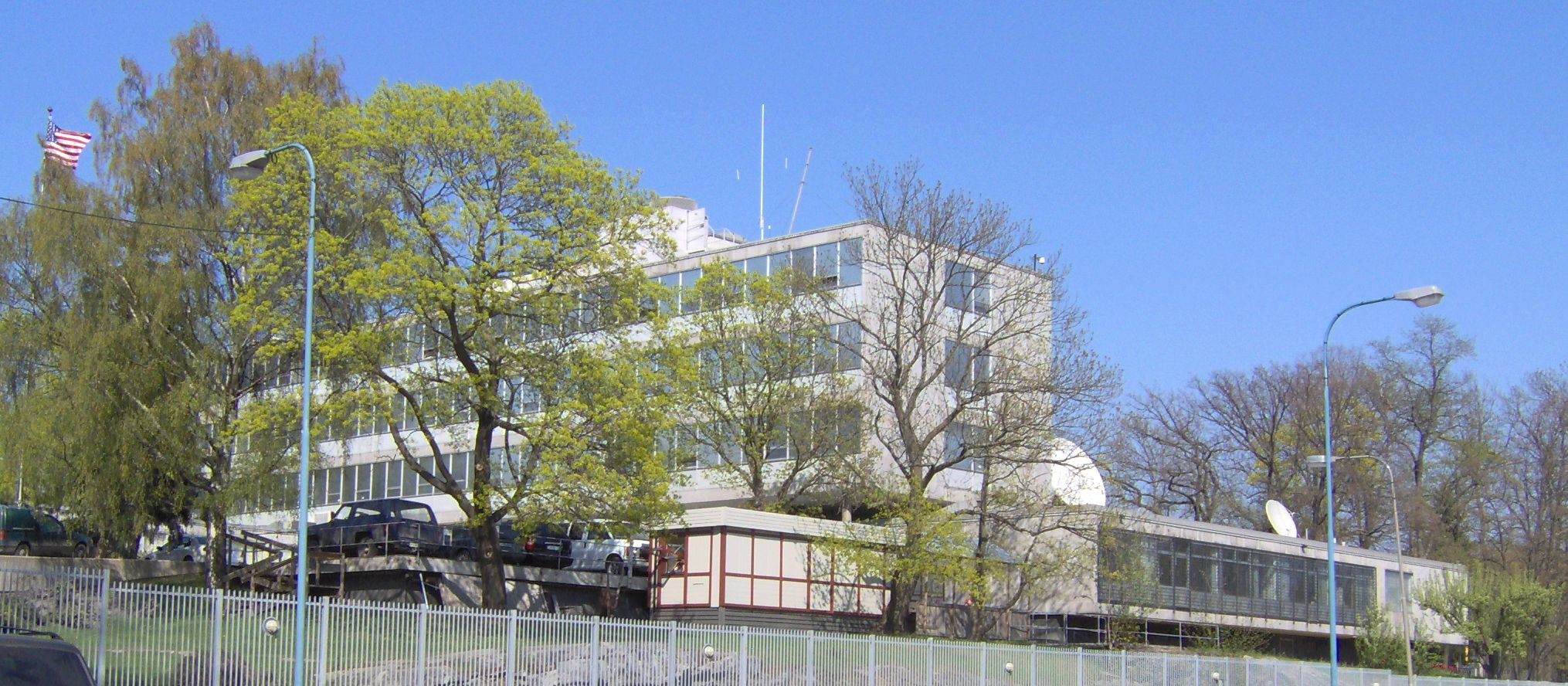
Посольство США Стокгольм

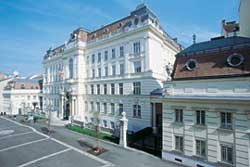
Посольство США Відень

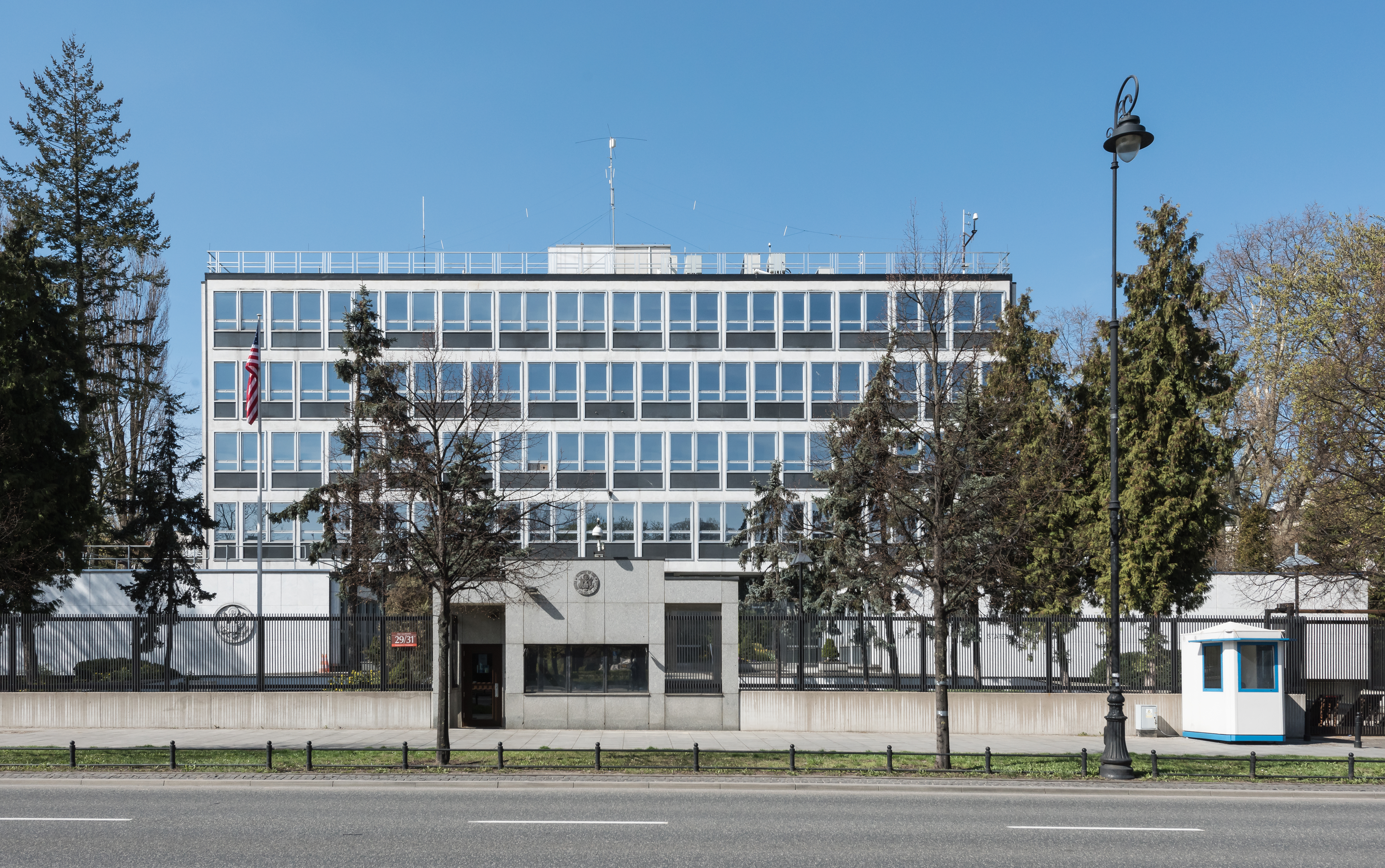
Посольство США Варшава

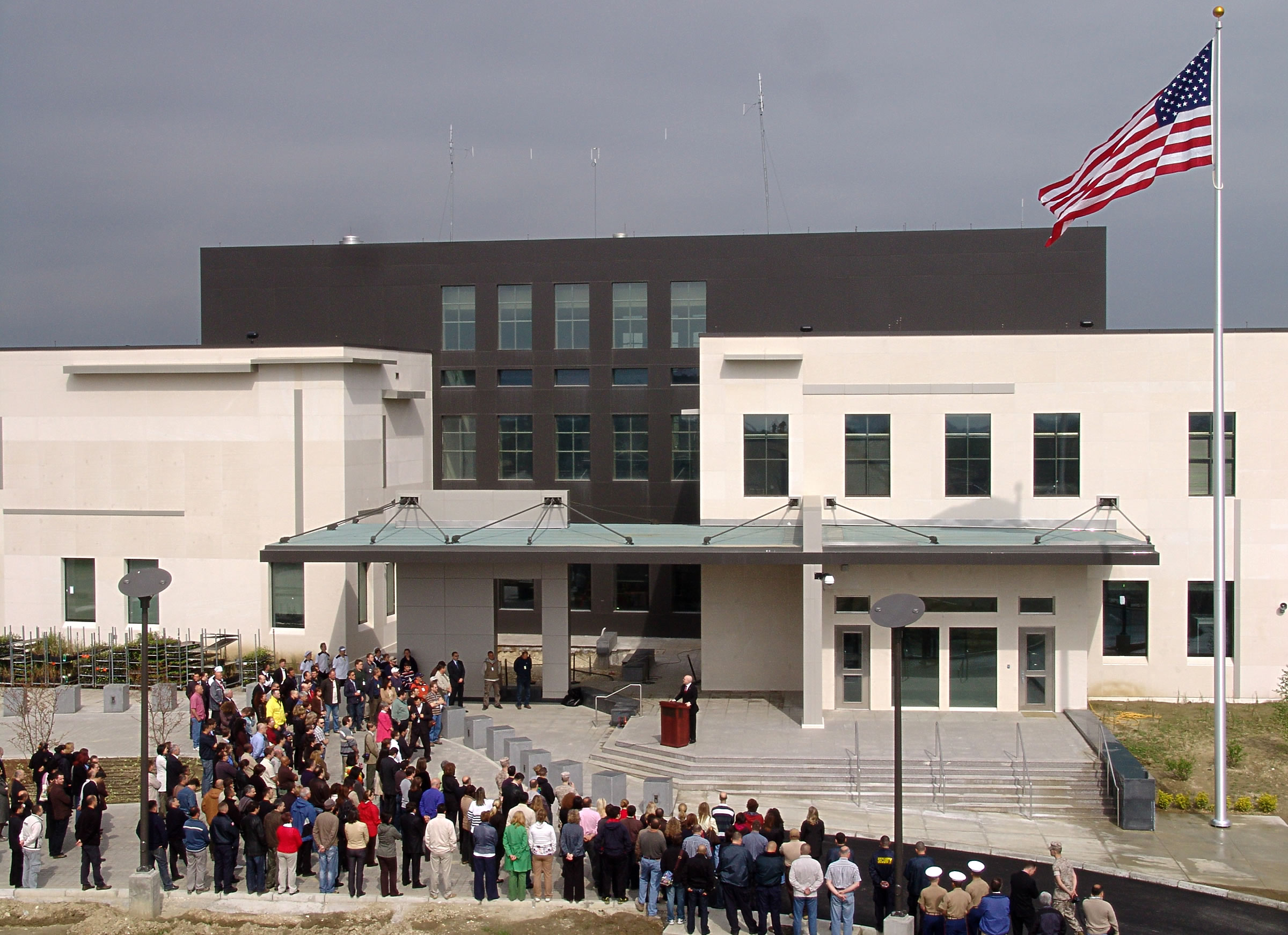
Посольство США Скоп'є

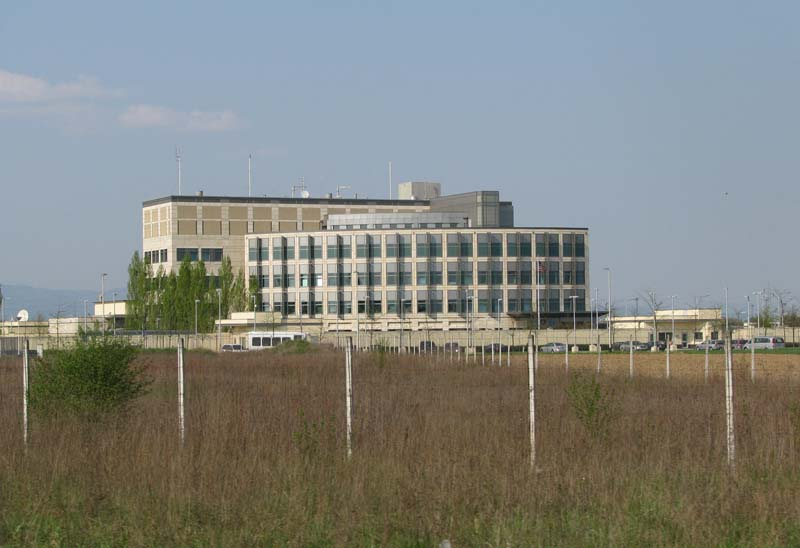
Посольство США Загреб

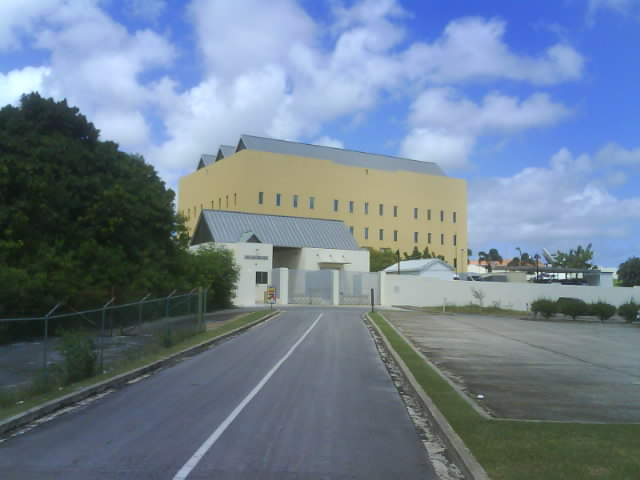
Посольство США Бриджтаун

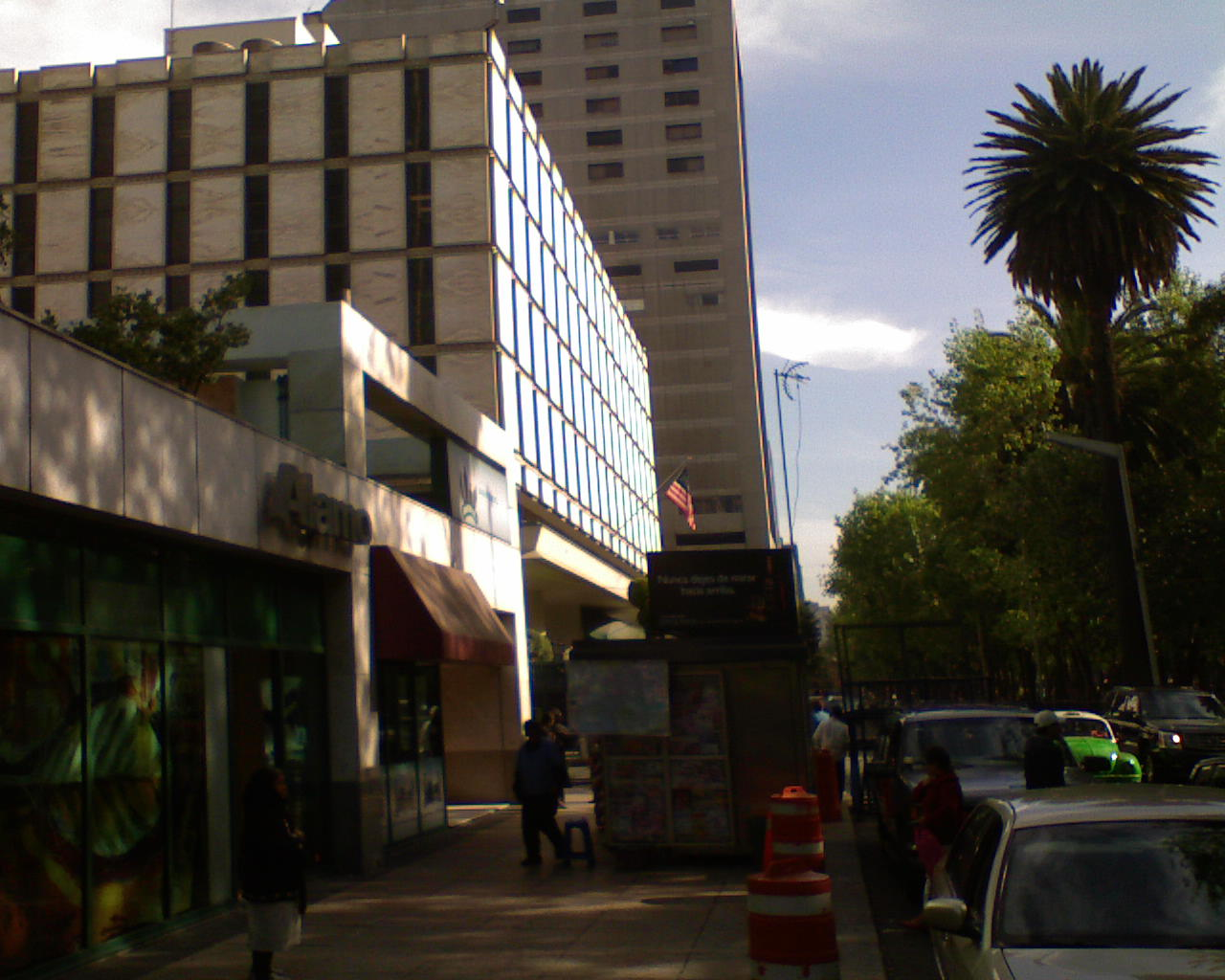
Посольство США Мексика

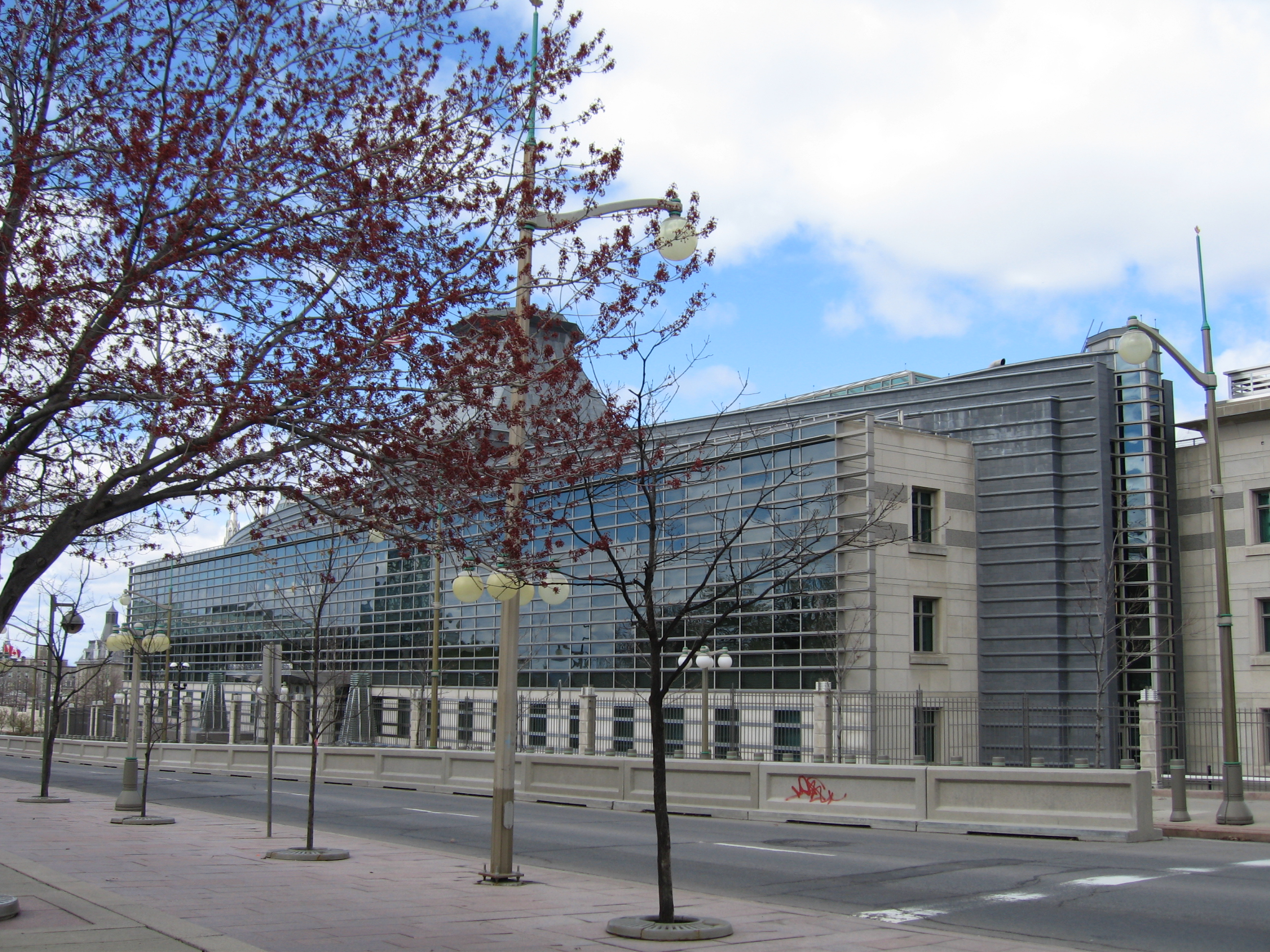
Посольство США Оттава

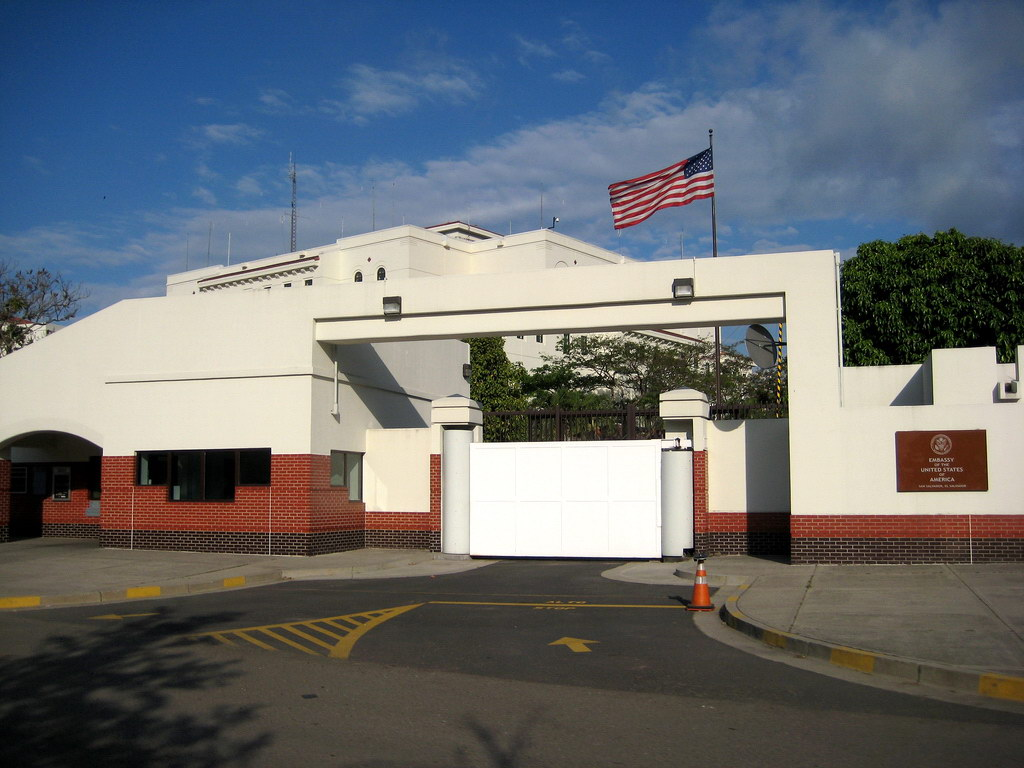
Посольство США Сан-Сальвадор

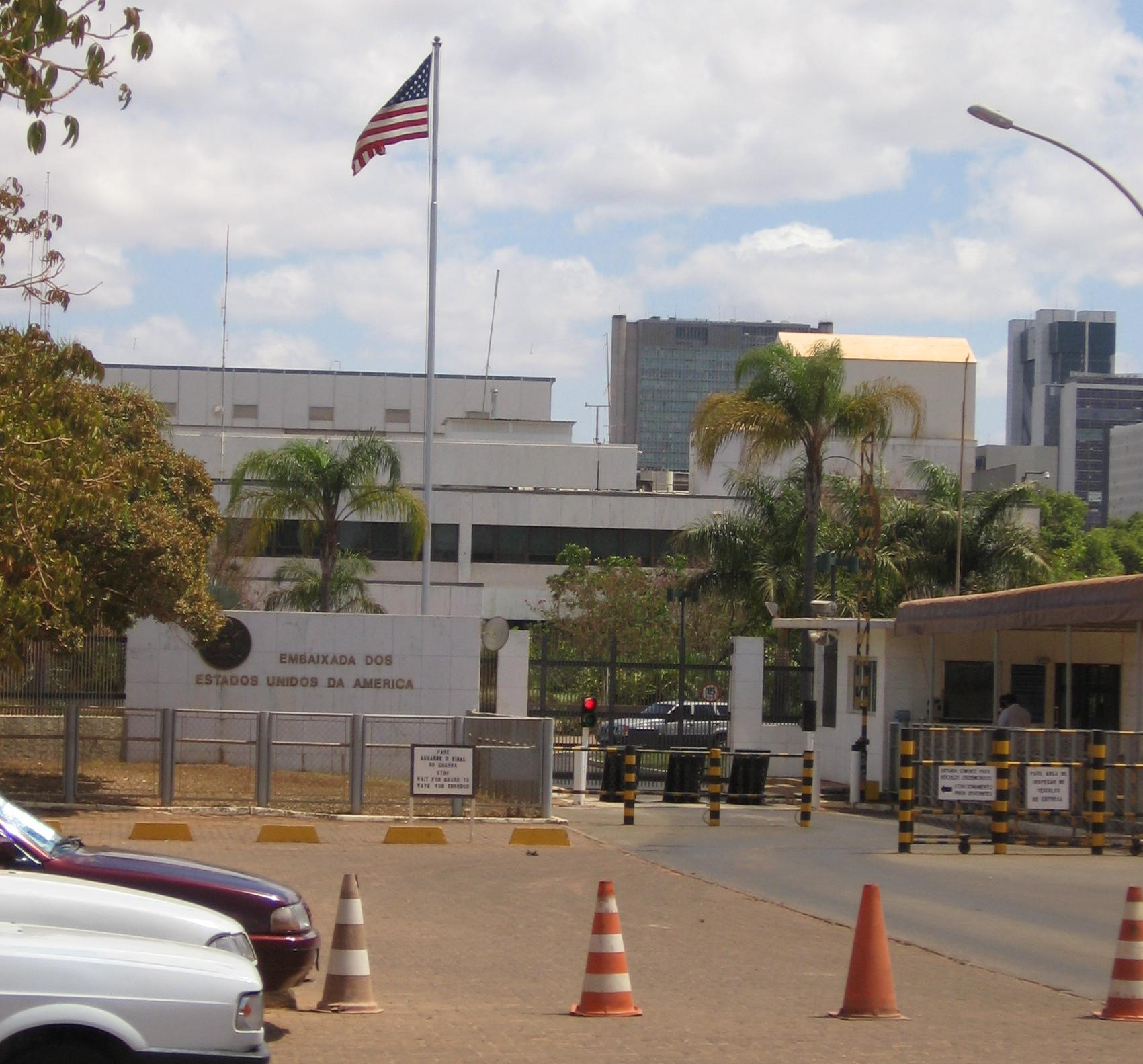
Посольство США Бразилія

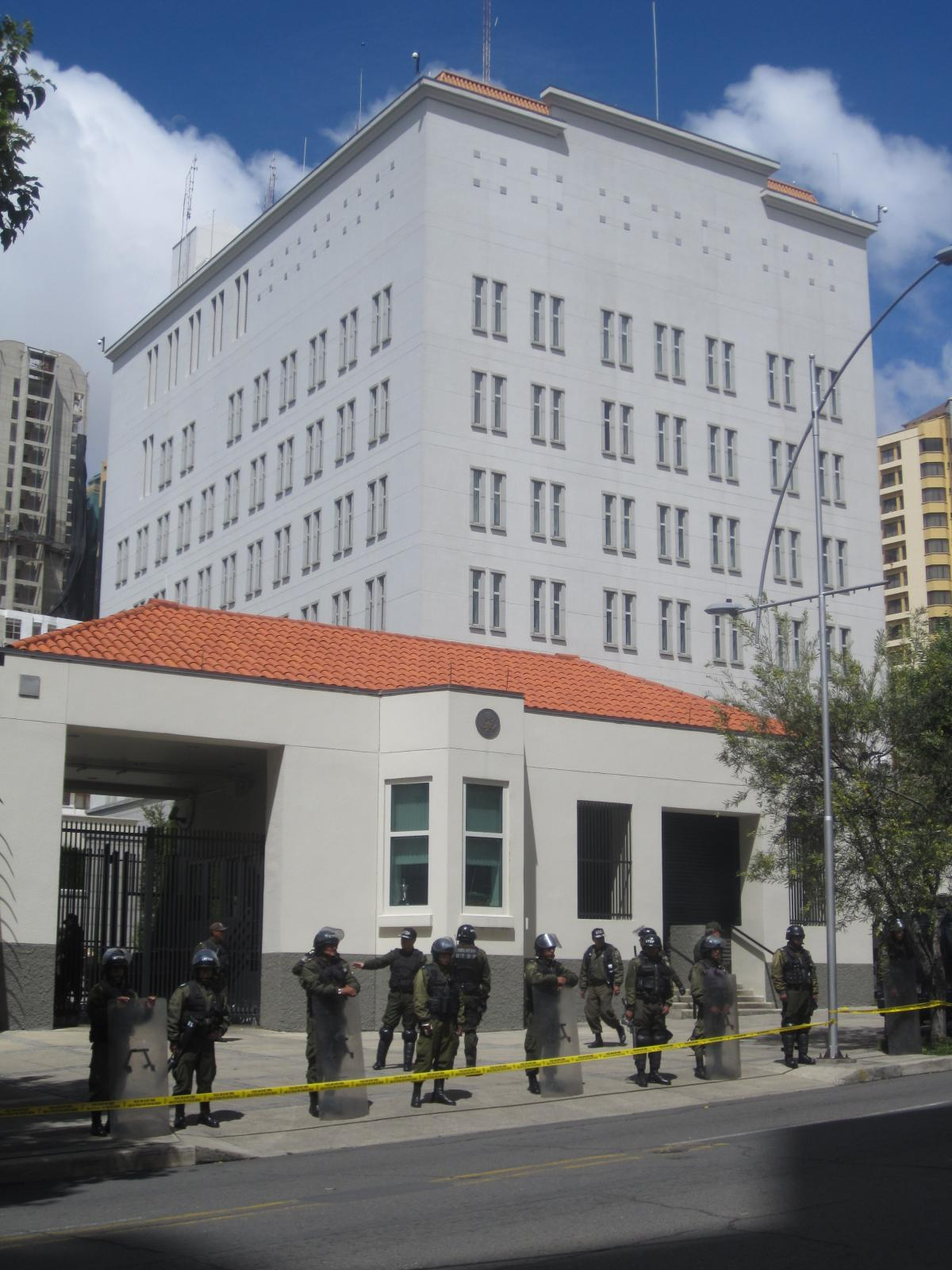
Посольство США Ла-Пас

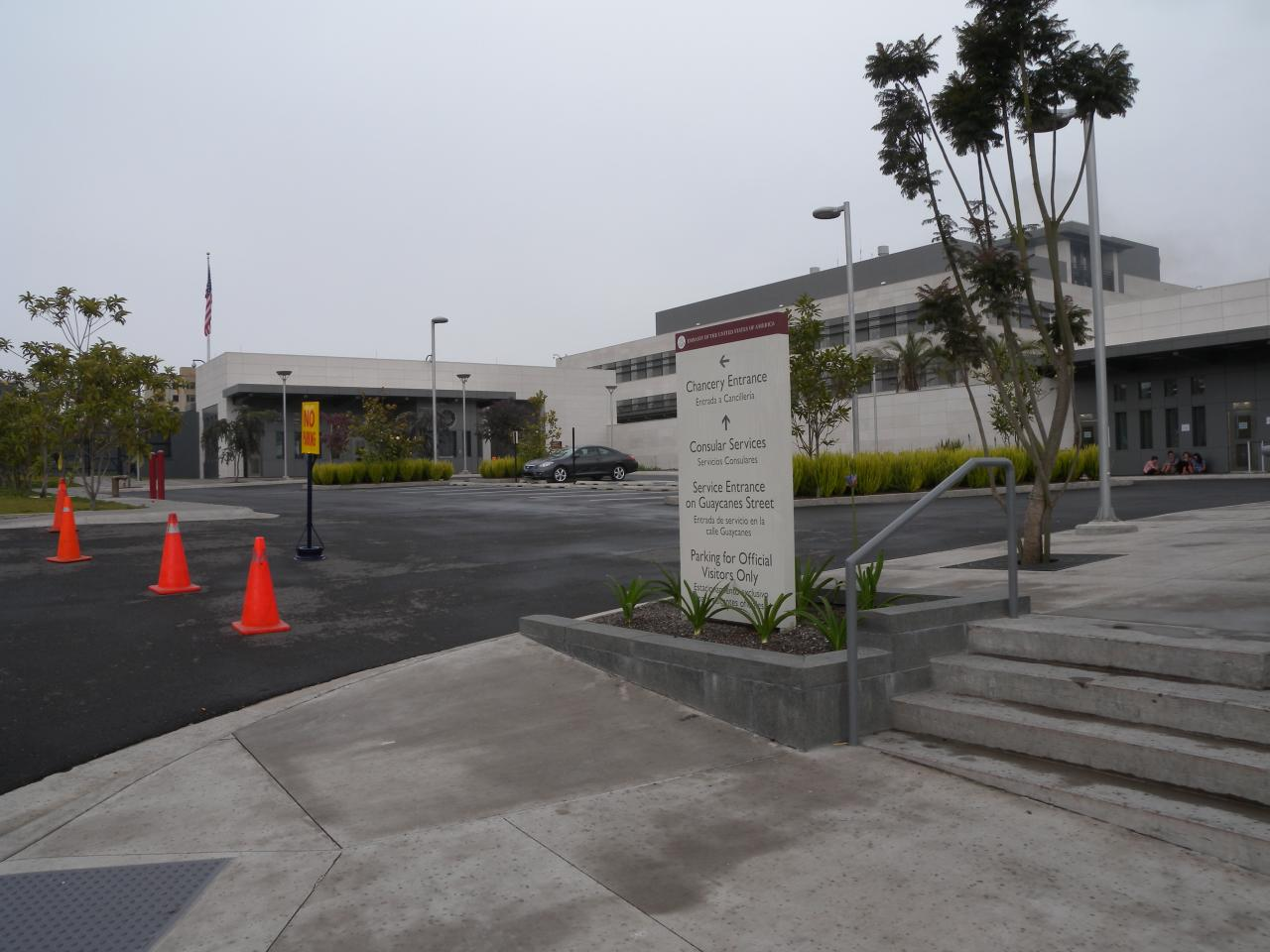
Посольство США Кіто

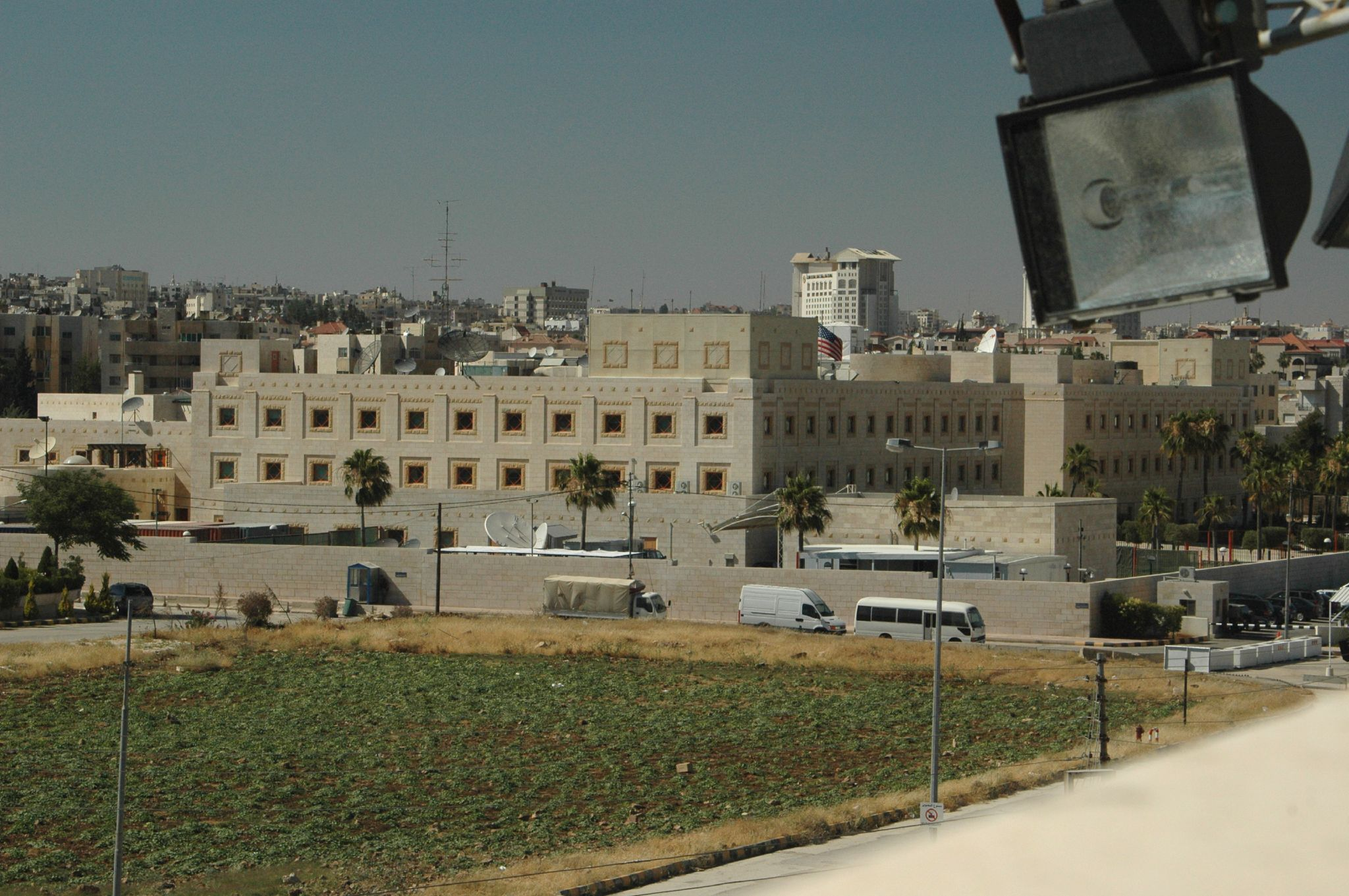
Посольство США Амман

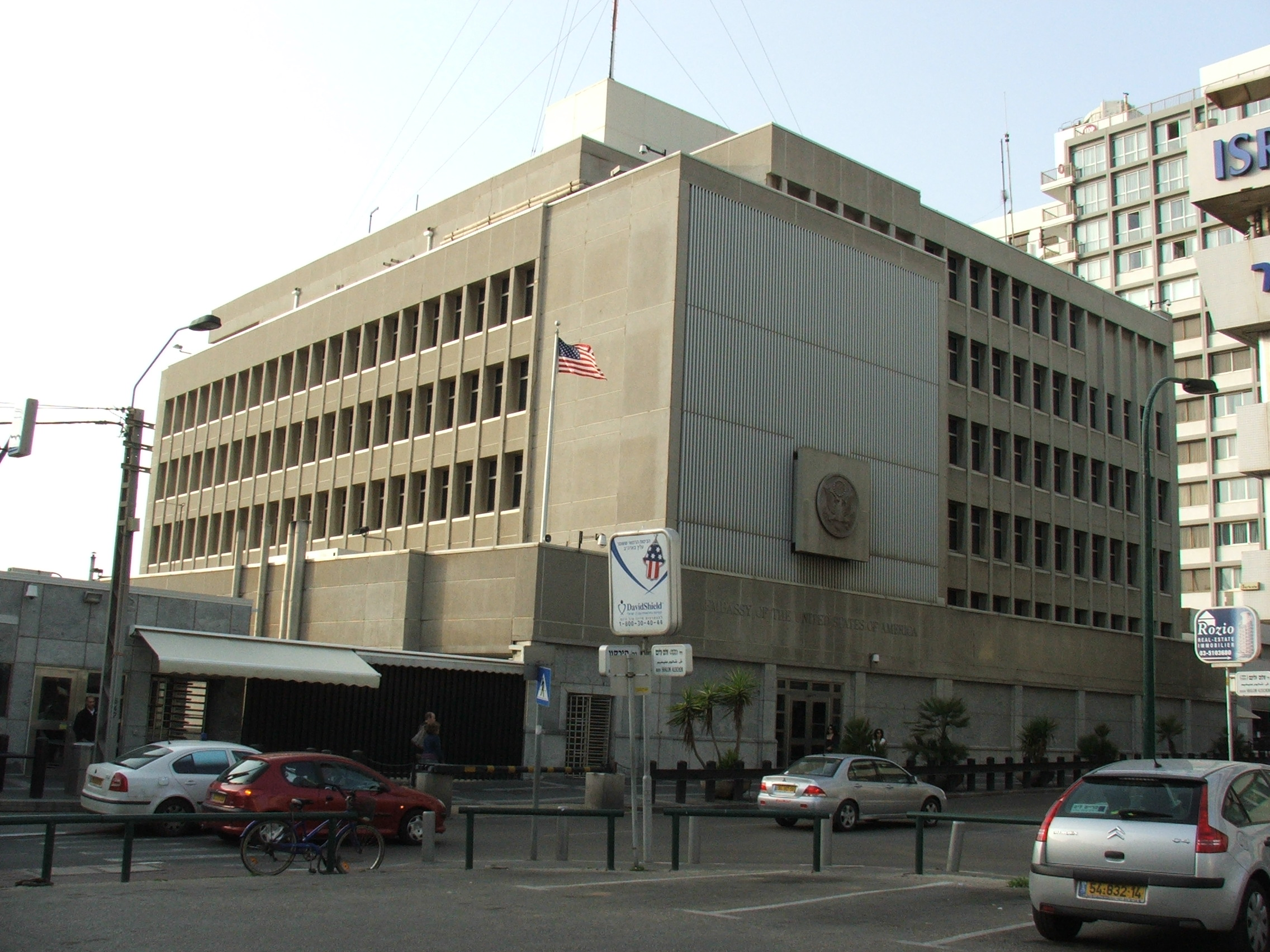
Посольство США Тель-Авів

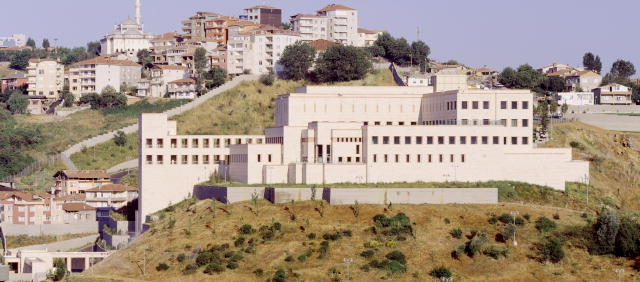
Генеральне консульство США Стамбул

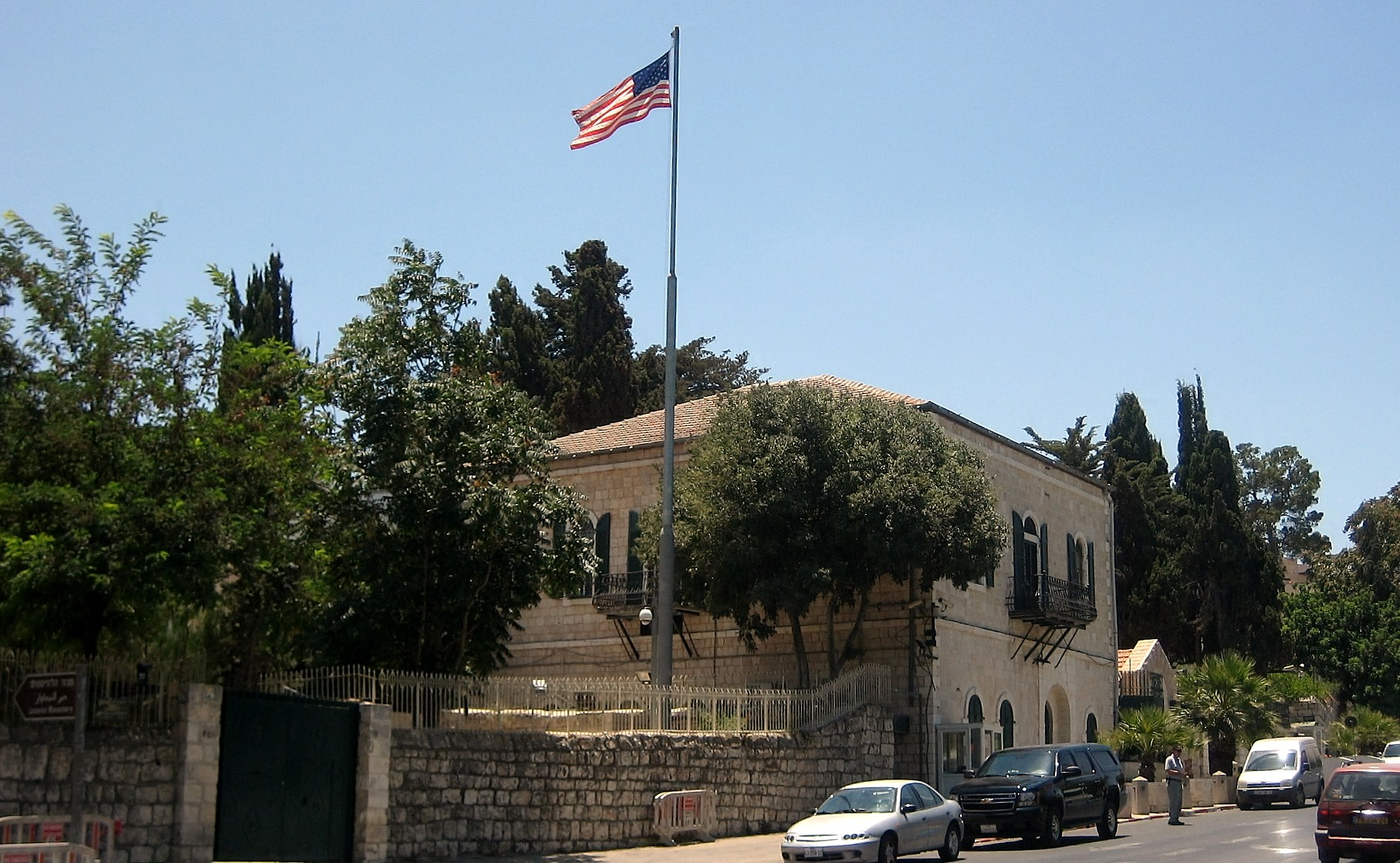
Генеральне консульство США Єрусалим

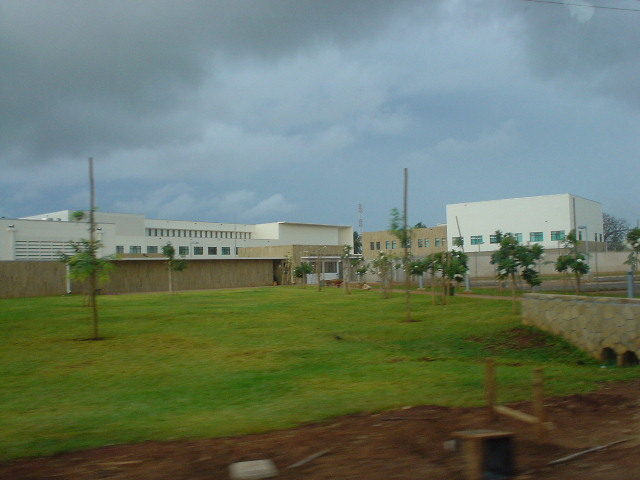
Посольство США Дар-ес-Салам

Посольство США Лібревіль

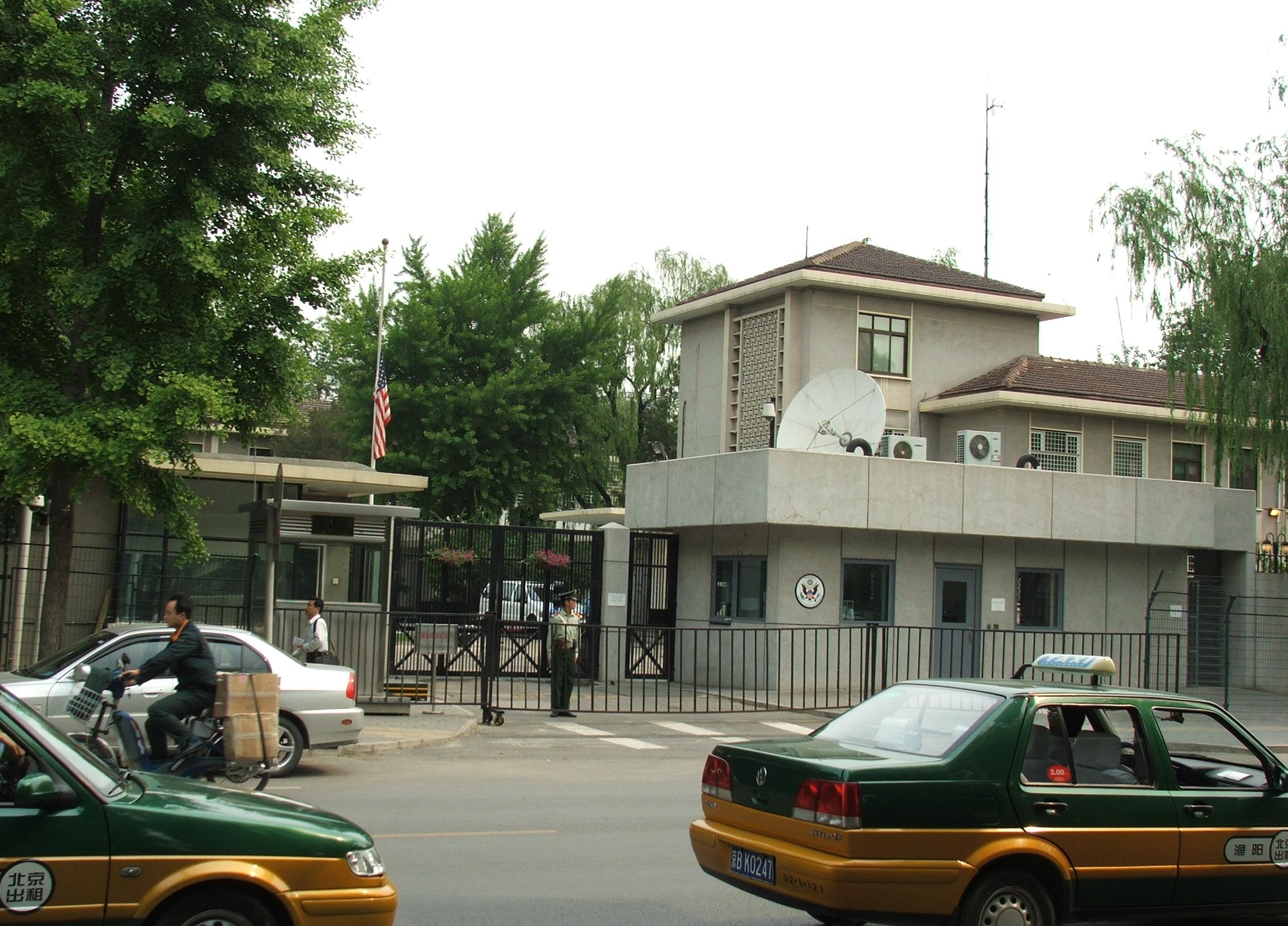
Посольство США Пекін

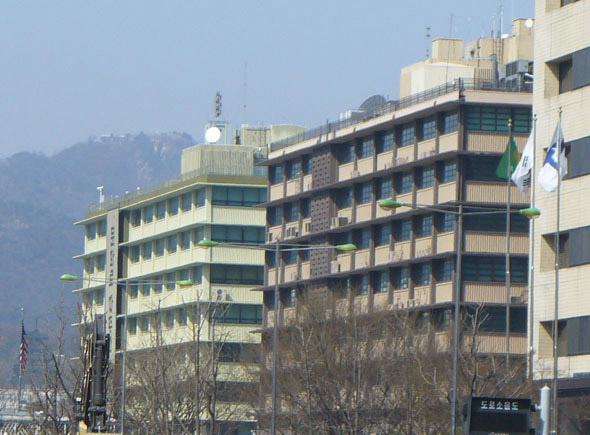
Посольство США Сеул

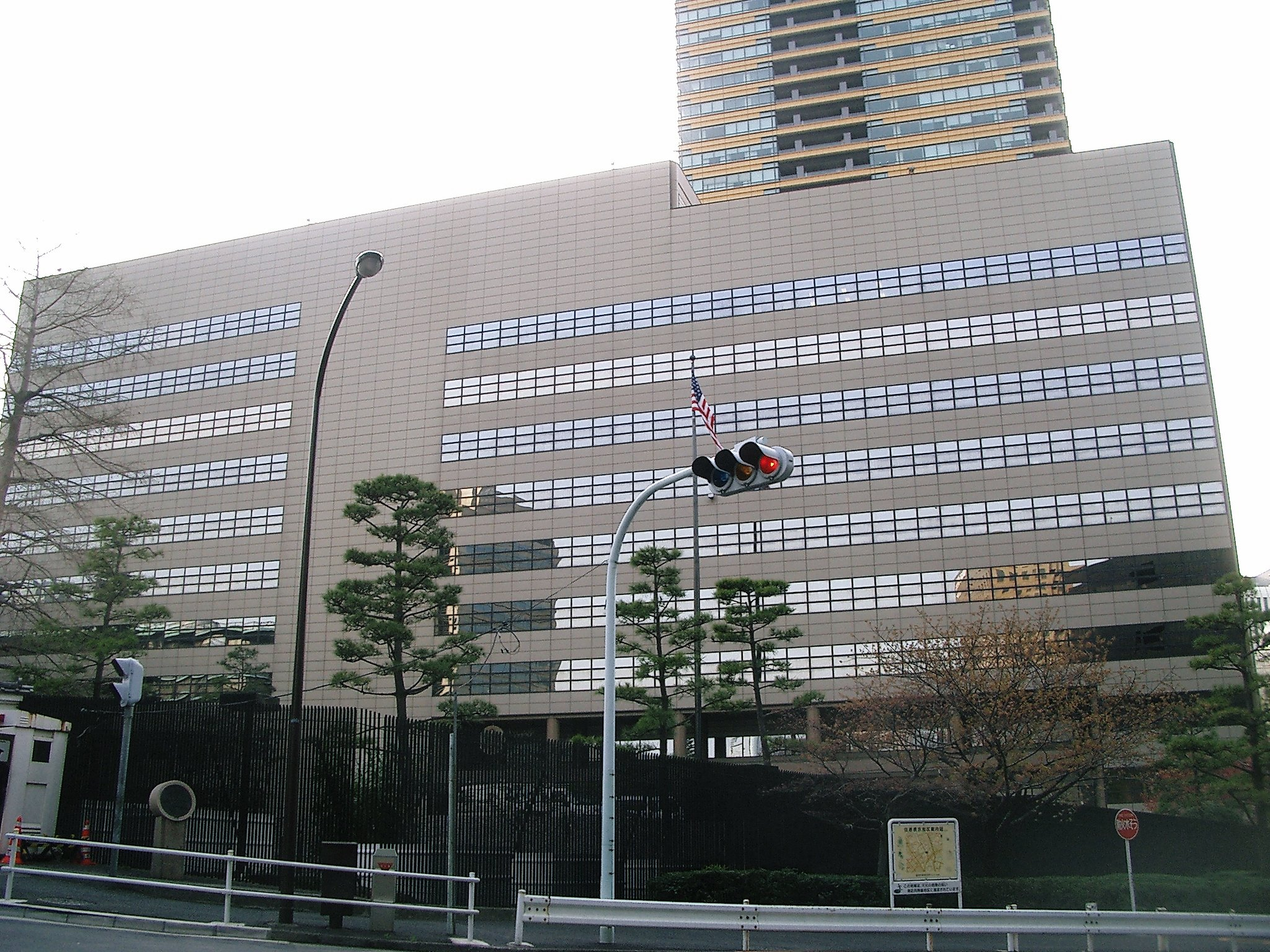
Посольство США Токіо

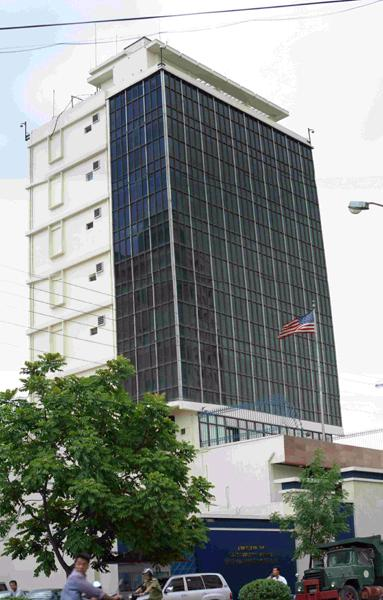
Посольство США Ханой

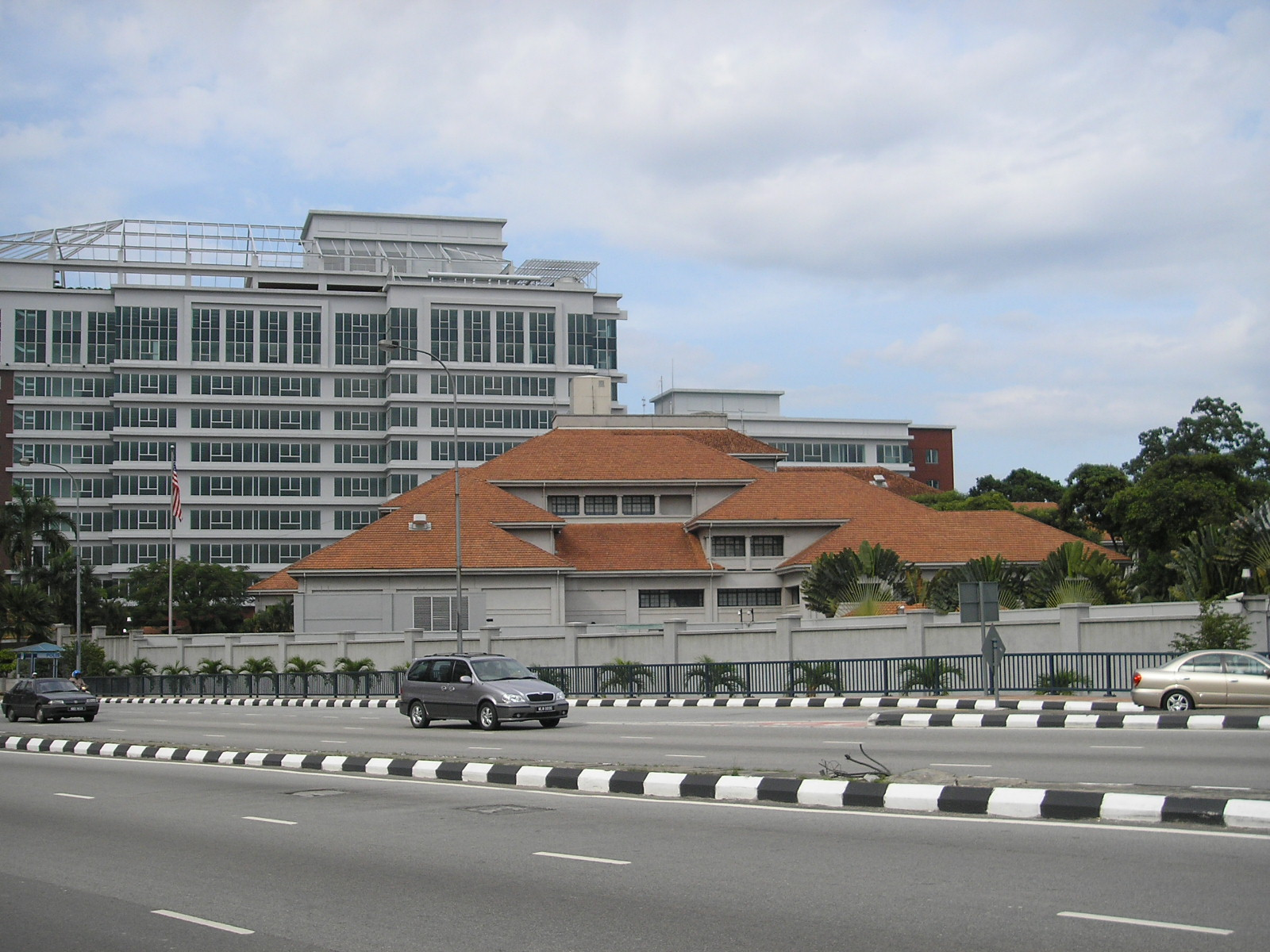
Посольство США Куала-Лумпур

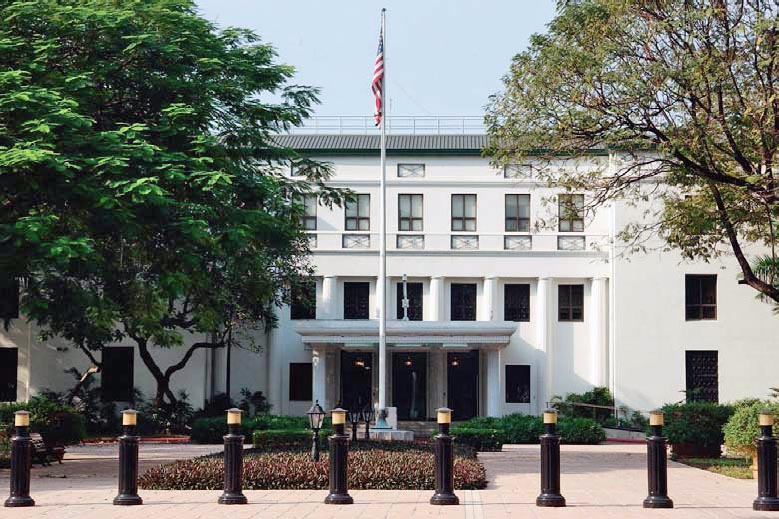
Посольство США Маніла

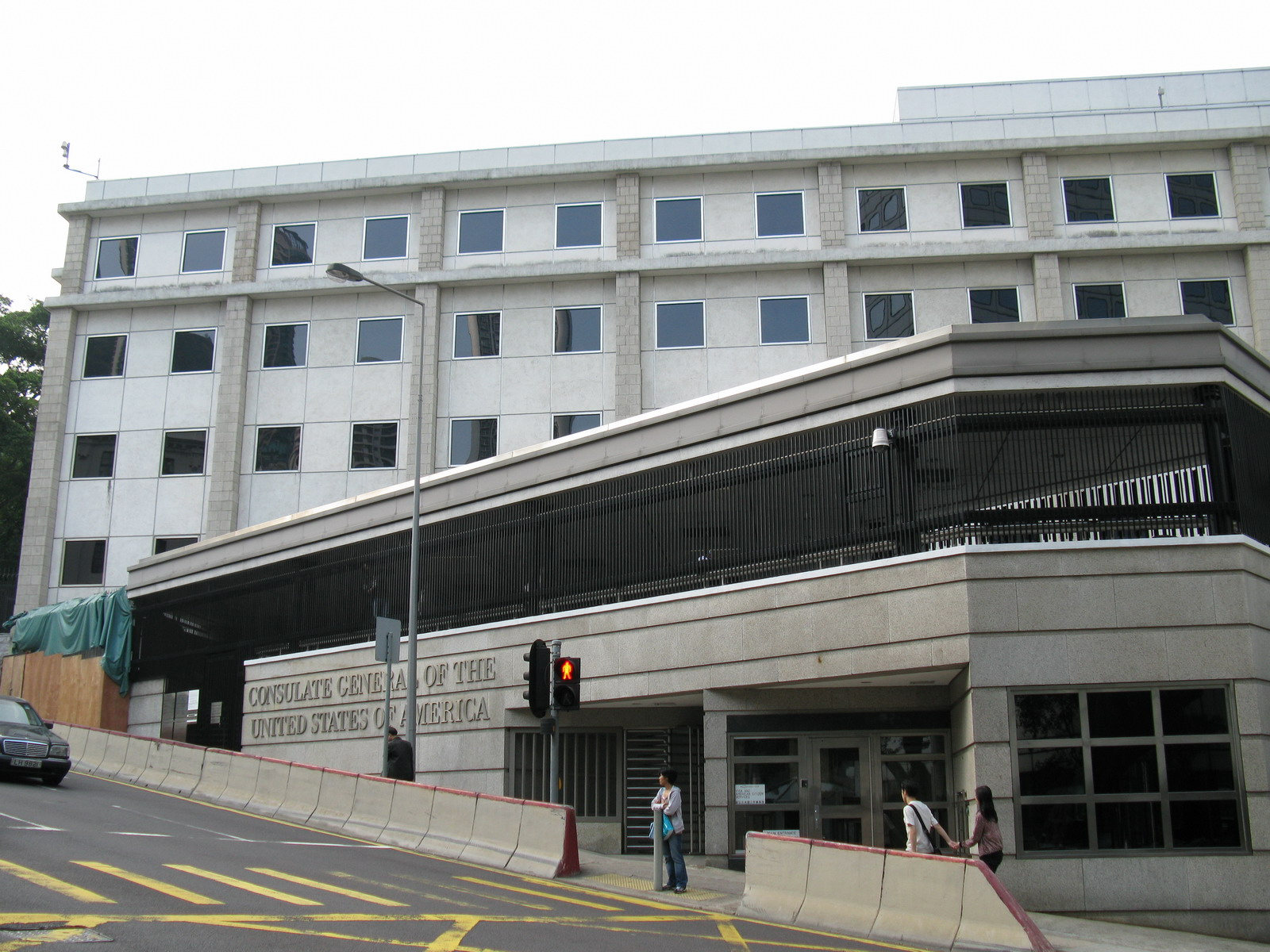
Генеральне консульство США Гонконг

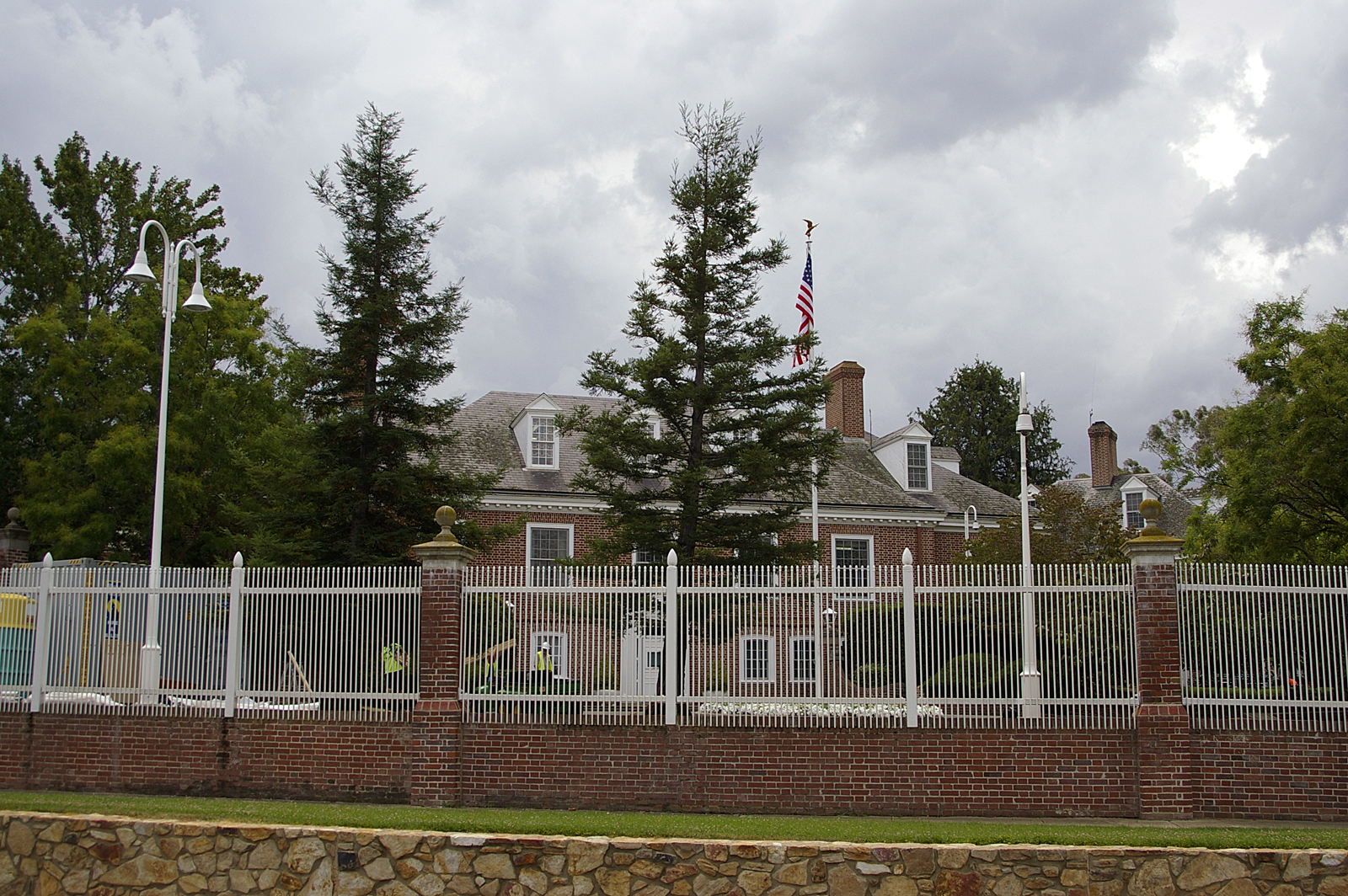
Посольство США Канберра

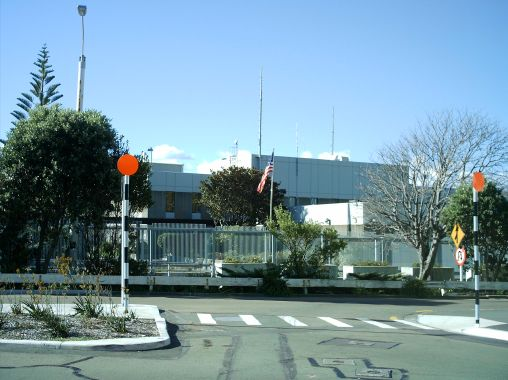
Посольство США Веллінгтон

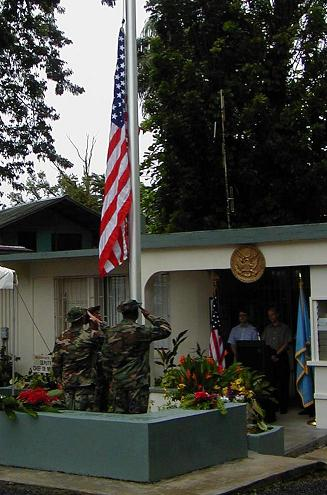
Посольство США Колоніа

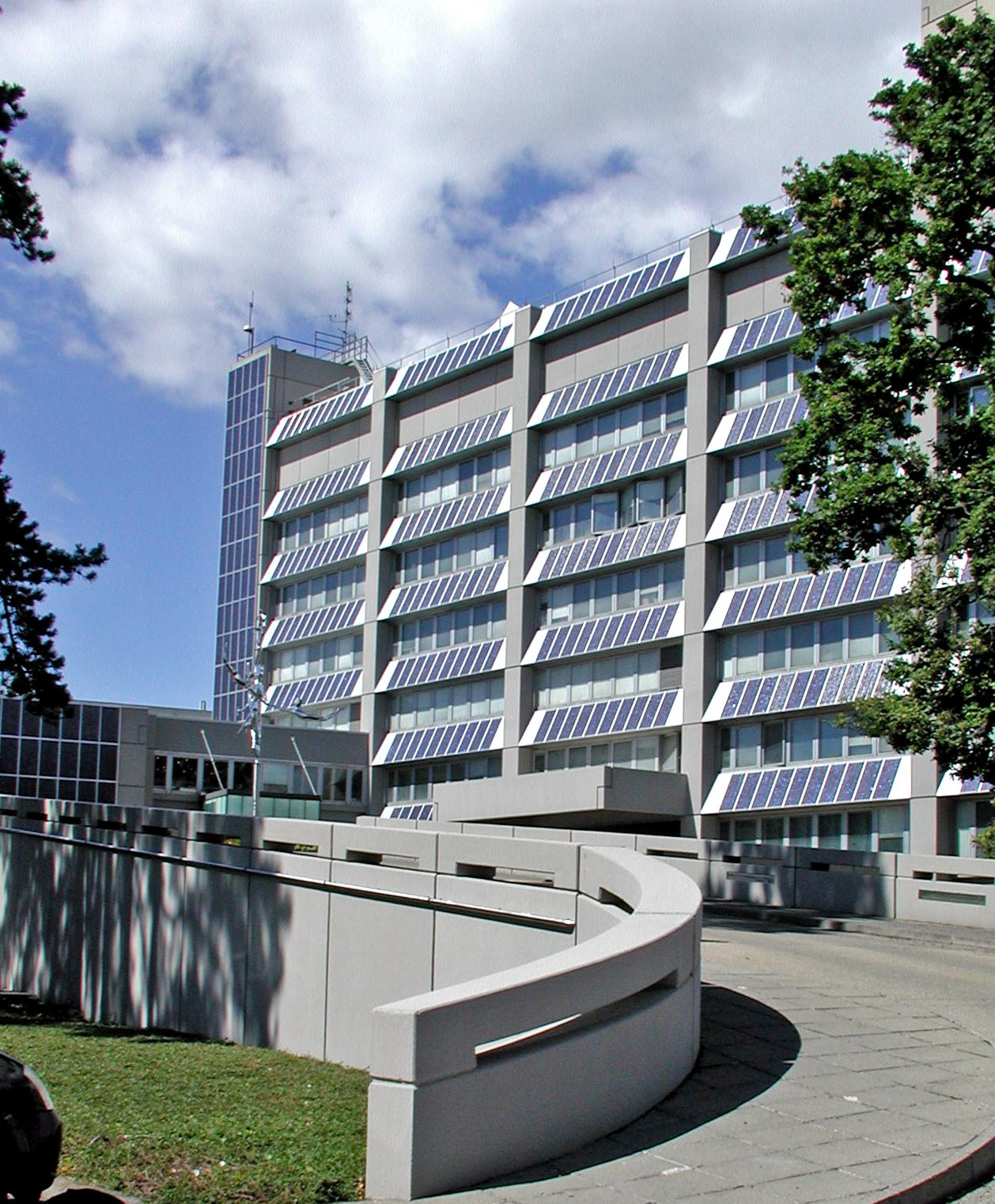
Представництво США в ООН у Женеві

Список дипломатичних місій Сполучених Штатів Америки.

## Список
Перелік американських посольств, Генеральних консульств, консульств, консульських агенцій, представництв американських інтересів.

### Європа
- Албанія
  - Тирана (Посольство)
- Вірменія
  - Єреван (Посольство)
- Австрія
  - Відень (Посольство)
- Азербайджан
  - Баку (Посольство)
- Бельгія
  - Брюссель (Посольство)
- Боснія і Герцеговина
  - Сараєво (Посольство)
  - Баня-Лука (Міський посольський офіс)
  - Мостар (Міський посольський офіс)
- Болгарія
  - Софія (Посольство)
- Хорватія
  - Загреб (Посольство)
- Чехія
  - Прага (Посольство)
- Данія
  - Копенгаген (Посольство)
- Естонія
  - Таллінн (Посольство)
- Фінляндія
  - Гельсінкі (Посольство)
- Франція
  - Париж (Посольство)
  - Страсбур (Генеральне консульство)
  - Марсель (Генеральне консульство)
  - Ренн (Представництво американських інтересів)
  - Бордо (Представництво американських інтересів)
  - Ліон (Представництво американських інтересів)
  - Тулуза (Представництво американських інтересів)
- Грузія
  - Тбілісі (Посольство)
- Німеччина
  - Берлін (Посольство)
  - Франкфурт (Генеральне консульство)
  - Лейпциг (Генеральне консульство)
  - Дюссельдорф (Генеральне консульство)
  - Гамбург (Генеральне консульство)
  - Мюнхен (Генеральне консульство)
- Греція
  - Афіни (Посольство)
  - Салоніки (Генеральне консульство)
- Святий Престол
  - Ватикан (Посольство)
- Угорщина
  - Будапешт (Посольство)
- Ісландія
  - Рейк'явік (Посольство)
- Ірландія
  - Дублін (Посольство США в Ірландії)
- Італія
  - Рим (Посольство)
  - Мілан (Генеральне консульство)
  - Флоренція (Генеральне консульство)
  - Неаполь (Консульська агенція)
  - Палермо (Консульська агенція)
  - Генуя (Консульська агенція)
  - Венеція (Консульська агенція)
- Косово
  - Приштина (Посольство)
- Латвія
  - Рига (Посольство)
- Литва
  - Вільнюс (Посольство)
- Люксембург
  - Люксембург (Посольство)
- Північна Македонія
  - Скоп'є (Посольство)
- Мальта
  - Валетта (Посольство)
- Молдова
  - Кишинів (Посольство)
- Чорногорія
  - Подгориця (Посольство)
- Нідерланди
  - Гаага (Посольство)
  - Амстердам (Генеральне консульство)
  - Віллемстад, Генеральне консульство)
- Норвегія
  - Осло (Посольство)
- Польща
  - Варшава (Посольство)
  - Краків (Генеральне консульство)
- Португалія
  - Лісабон (Посольство)
  - Понта-Делгада (Консульство)
- Румунія
  - Бухарест (Посольство)
- Росія
  - Москва (Посольство США в Росії)
  - Санкт-Петербург (Генеральне консульство)
  - Владивосток (Генеральне консульство)
  - Єкатеринбург (Генеральне консульство)
- Сербія
  - Белград (Посольство)
- Словаччина
  - Братислава (Посольство)
- Словенія
  - Любляна (Посольство)
- Іспанія
  - Мадрид (Посольство)
  - Барселона (Генеральне консульство)
- Швеція
  - Стокгольм (Посольство)
- Швейцарія
  - Берн (Посольство)
  - Цюрих (Консульська агенція)
  - Женева (Консульська агенція)
- Україна
  - Київ (Посольство США в Україні, Посли США в Україні)
- Велика Британія
  - Лондон (Посольство США у Великій Британії)
  - Единбург (Генеральне консульство)
  - Белфаст (Генеральне консульство)
  - Гамілтон (Генеральне консульство)

### Північна Америка
- Антигуа і Барбуда
  - Сент-Джонс (Консульська агенція)
- Барбадос
  - Бриджтаун (Посольство)
- Багамські Острови
  - Нассау (Посольство)
- Беліз
  - Бельмопан (Посольство)
- Канада
  - Оттава (Посольство)
  - Калгарі (Генеральне консульство)
  - Галіфакс (Генеральне консульство)
  - Монреаль (Генеральне консульство)
  - Квебек (Генеральне консульство)
  - Торонто (Генеральне консульство)
  - Ванкувер (Генеральне консульство)
  - Вінніпег (Консульство)
- Коста-Рика
  - Сан-Хосе (Посольство)
- Куба
  - Гавана (Представництво інтересів США)
- Домініканська Республіка
  - Санто-Домінго (Посольство)
- Сальвадор
  - Сан-Сальвадор (Посольство)
- Гренада
  - Сент-Джорджес (Посольство)
- Гватемала
  - Гватемала (Посольство)
- Гаїті
  - Порт-о-Пренс (Посольство)
- Гондурас
  - Тегусігальпа (Посольство)
- Ямайка
  - Кінгстон (Посольство)
  - Монтего-Бей (Генеральне консульство)
- Мексика
  - Мехіко (Посольство)
  - Сьюдад-Хуарес (Генеральне консульство)
  - Гвадалахара (Генеральне консульство)
  - Ермосійо (Генеральне консульство)
  - Матаморос (Генеральне консульство)
  - Монтеррей (Генеральне консульство)
  - Тіхуана (Генеральне консульство)
  - Мерида (Консульство)
  - Ногалес (Консульство)
  - Нуево-Ларедо (Консульство)
  - Акапулько (Консульська агенція)
  - Кабо-Сан-Лукас (Консульська агенція)
  - Канкун (Консульська агенція)
  - Акуння (Консульська агенція)
  - Косумель (острів) (Консульська агенція)
  - Ікстапа (Консульська агенція)
  - Масатлан (Консульська агенція)
  - Оахака-де-Хуарес (Консульська агенція)
  - Піедрас Неграс (Консульська агенція)
  - Пуерто-Вальярта (Консульська агенція)
  - Рейноса (Консульська агенція)
  - Сан-Луїс-Потосі (Консульська агенція)
  - Сан-Міґель-де-Альєнде (Консульська агенція)
- Нікарагуа
  - Манагуа (Посольство)
- Панама
  - Панама (місто) (Посольство)
- Тринідад і Тобаго
  - Порт-оф-Спейн (Посольство)

### Південна Америка
- Аргентина
  - Буенос-Айрес (Посольство)
- Болівія
  - Ла-Пас (Посольство)
- Бразилія
  - Бразиліа (Посольство)
  - Ріо-де-Жанейро (Генеральне консульство)
  - Сан-Паулу (Генеральне консульство)
  - Ресіфі (Консульство)
  - Белен (Консульська агенція)
  - Форталеза (Консульська агенція)
  - Манаус (Консульська агенція)
  - Порту-Алегрі (Консульська агенція)
  - Салвадор (Консульська агенція)
- Чилі
  - Сантьяго (Посольство)
- Колумбія
  - Богота (Посольство)
  - Картахена (Міський посольський офіс)
- Еквадор
  - Кіто (Посольство)
  - Ґуаякіль (Генеральне консульство)
- Гаяна
  - Джорджтаун (Посольство)
- Парагвай
  - Асунсьйон (Посольство)
- Перу
  - Ліма (Посольство)
  - Куско (Консульська агенція)
- Суринам
  - Парамарибо (Посольство)
- Уругвай
  - Монтевідео (Посольство)
- Венесуела
  - Каракас (Посольство)
  - Маракайбо (Консульська агенція)

### Близький Схід
- Бахрейн
  - Манама (Посольство)
- Кіпр
  - Нікосія (Посольство)
- Ірак
  - Багдад (Посольство)
  - Басра (Генеральне консульство)
  - Кіркук (Посольський офіс)
  - Мосул (Посольський офіс)
- Ізраїль
  - Тель-Авів (Посольство)
  - Єрусалим (Генеральне консульство)
- Йорданія
  - Амман (Посольство)
- Кувейт
  - Ель-Кувейт (Посольство)
- Ліван
  - Бейрут (Посольство)
- Оман
  - Маскат (Посольство)
- Палестина
  - Єрусалим (Генеральне консульство)
- Катар
  - Доха (Посольство)
- Саудівська Аравія
  - Ер-Ріяд (Посольство)
  - Дахран (Генеральне консульство)
  - Джидда (Генеральне консульство)
- Сирія
  - Дамаск (Посольство)
- Туреччина
  - Анкара (Посольство)
  - Стамбул (Генеральне консульство)
  - Адана (Консульство)
- ОАЕ
  - Абу-Дабі (Посольство)
  - Дубаї (Генеральне консульство)
- Ємен
  - Сана (Посольство)

### Африка
- Алжир
  - Алжир (Посольство)
- Ангола
  - Луанда (Посольство)
- Бенін
  - Котону (Посольство)
- Ботсвана
  - Габороне (Посольство)
- Буркіна-Фасо
  - Уагадугу (Посольство)
- Бурунді
  - Бужумбура (Посольство)
- Камерун
  - Яунде (Посольство)
- Кабо-Верде
  - Прая (Посольство)
- Центральноафриканська Республіка
  - Бангі (Посольство)
- Чад
  - Нджамена (Посольство)
- Республіка Конго
  - Браззавіль (Посольство)
- Кот-д'Івуар
  - Абіджан (Посольство)
- ДР Конго
  - Кіншаса (Посольство)
- Джибуті
  - Джибуті (Посольство)
- Єгипет
  - Каїр (Посольство)
- Екваторіальна Гвінея
  - Малабо (Посольство)
- Еритрея
  - Асмара (Посольство)
- Ефіопія
  - Аддис-Абеба (Посольство)
- Габон
  - Лібревіль (Посольство)
- Гамбія
  - Банжул (Посольство)
- Гана
  - Аккра (Посольство)
- Гвінея
  - Конакрі (Посольство)
- Гвінея-Бісау
  - Бісау (Міський офіс Посольства США в Дакарі, Сенегал)
- Кенія
  - Найробі (Посольство)
- Лесото
  - Масеру (Посольство)
- Ліберія
  - Монровія (Посольство)
- Лівія
  - Триполі (Посольство)
- Мадагаскар
  - Антананаріву (Посольство)
- Малаві
  - Лілонгве (Посольство)
- Малі
  - Бамако (Посольство)
- Мавританія
  - Нуакшот (Посольство)
- Маврикій
  - Порт-Луї (Посольство)
- Марокко
  - Рабат (Посольство)
  - Касабланка (Генеральне консульство)
- Мозамбік
  - Мапуту (Посольство)
- Намібія
  - Віндгук (Посольство)
- Нігер
  - Ніамей (Посольство)
- Нігерія
  - Абуджа (Посольство)
  - Лагос (Генеральне консульство)
- Руанда
  - Кігалі (Посольство)
- Сенегал
  - Дакар (Посольство)
- Сейшельські Острови
  - Вікторія (Посольство)
- Сьєрра-Леоне
  - Фрітаун (Посольство)
- ПАР
  - Преторія (Посольство)
  - Кейптаун (Генеральне консульство)
  - Дурбан (Генеральне консульство)
  - Йоганнесбург (Генеральне консульство)
- Південний Судан
  - Джуба (Посольство)
- Судан
  - Хартум (Посольство)
- Есватіні
  - Мбабане (Посольство)
- Танзанія
  - Дар-ес-Салам (Посольство)
- Того
  - Ломе (Посольство)
- Туніс
  - Туніс (Посольство)
- Уганда
  - Кампала (Посольство)
- Замбія
  - Лусака (Посольство)
- Зімбабве
  - Хараре (Посольство)

### Азія
- Афганістан
  - Кабул (Посольство)
- Бангладеш
  - Дакка (Посольство)
- Бруней
  - Бандар-Сері-Бегаван (Посольство)
- Камбоджа
  - Пномпень (Посольство)
- КНР
  - Пекін (Посольство)
  - Ченду (Генеральне консульство)
  - Гуанчжоу (Генеральне консульство)
  - Гонконг (Генеральне консульство)
  - Шанхай (Генеральне консульство)
  - Шеньян (Генеральне консульство)
  - Ухань (Генеральне консульство)
- Індія
  - Нью-Делі (Посольство)
  - Ченнаї (Генеральне консульство)
  - Хайдерабад (Індія) (Генеральне консульство)
  - Колката (Генеральне консульство)
  - Мумбаї (Генеральне консульство)
- Індонезія
  - Джакарта (Посольство)
  - Денпасар (Консульський офіс)
  - Сурабая (Генеральне консульство)
- Японія
  - Токіо (Посольство)
  - Наґоя (Консульство)
  - Саппоро (Генеральне консульство)
  - Фукуока (Консульство)
  - Осака (Генеральне консульство)
  - Наха (Генеральне консульство)
- Казахстан
  - Астана (Посольство)
  - Алмати (Міський посольський офіс)
- Киргизстан
  - Бішкек (Посольство)
- Лаос
  - В'єнтьян (Посольство)
- Малайзія
  - Куала-Лумпур (Посольство)
- Монголія
  - Улан-Батор (Посольство)
- М'янма
  - Янгон (Посольство)
- Непал
  - Катманду (Посольство)
- Пакистан
  - Ісламабад (Посольство)
  - Карачі (Генеральне консульство)
  - Лахор (Консульство)
  - Пешавар (Консульство)
- Філіппіни
  - Маніла (Посольство)
  - Себу (Консульська агенція)
  - Давао (Віртуальне консульство)
- Сінгапур
  - Сінгапур (Посольство)
- Південна Корея
  - Сеул (Посольство)
  - Пусан (Представництво)
- Шрі-Ланка
  - Коломбо (Посольство)
- Тайвань
  - Тайбей (Американський інститут на Тайвані)
  - Гаосюн (Американський інститут на Тайвані — міський офіс)
  - Тайчжун (Американський інститут на Тайвані — віртуальний міський офіс)
- Таджикистан
  - Душанбе (Посольство)
- Таїланд
  - Бангкок (Посольство)
  - Чіангмай (Генеральне консульство)
- Східний Тимор
  - Ділі (Посольство)
- Туркменістан
  - Ашхабад (Посольство)
- Узбекистан
  - Ташкент (Посольство)
- В'єтнам
  - Ханой (Посольство)
  - Хо Ші Мін (Генеральне консульство)

### Океанія
- Австралія
  - Канберра (Посольство)
  - Мельбурн (Генеральне консульство)
  - Перт (Генеральне консульство)
  - Сідней (Генеральне консульство)
- Фіджі
  - Сува (Фіджі) (Посольство)
- Маршаллові Острови
  - Маджуро (Посольство)
- - Колоніа (Посольство)
- Нова Зеландія
  - Веллінгтон (Посольство)
  - Окленд (Нова Зеландія) (Генеральне консульство)
- Палау
  - Корор (Посольство)
- Папуа Нова Гвінея
  - Порт-Морсбі (Посольство)
- Самоа
  - Апіа (Посольство)
- - Хоніара (Консульство)

### Міжнародні організації
- Брюссель (представництво в (ЄС і NATO)
- Женева (Представництво в Міжнародних організаціях)
- Джакарта (Представництво в Асоціації держав Південно-Східної Азії)
- Монреаль (Представництво в Міжнародній організації цивільної авіації)
- Нью-Йорк (Представництво в ООН)
- Париж (Представництво в Організації економічного співробітництва та розвитку і ЮНЕСКО)
- Рим (Представництво в Продовольчий та сільськогосподарській організації)
- Відень (Представництво в ООН та Організації з безпеки і співробітництва в Європі)
- Вашингтон (Представництво в Організації Американських Держав)